# Unità di misura di Planck
Nella fisica delle particelle e nella cosmologia, le unità di Planck sono un insieme di unità di misura definite esclusivamente in termini di cinque costanti fisiche universali, in modo tale che queste cinque costanti fisiche assumano il valore numerico di 1 quando espresse in termini di queste unità.
Originariamente proposte nel 1899 dal fisico tedesco Max Planck, queste unità sono anche conosciute come unità naturali perché l'origine della loro definizione deriva solo da proprietà della natura e non da alcun costrutto umano, come ad esempio l'intensità luminosa (misurata in candele), il flusso luminoso (misurato in lumen), e la dose equivalente (misurata in Sievert), né derivano da qualsiasi proprietà della terra o dell'universo (come per esempio accade per l'accelerazione di gravità, l'atmosfera standard o la costante di Hubble), né da qualsiasi caratteristica di una data sostanza (come il punto di fusione dell'acqua, la densità dell'acqua o la capacità termica specifica dell'acqua). 
Le unità di Planck sono solo un insieme di più sistemi di unità naturali, ma non si basano sulle proprietà di alcun oggetto prototipo o particella che sarebbe scelta arbitrariamente (come la carica elementare, la massa a riposo dell'elettrone o la massa a riposo del protone), ma piuttosto si basano sulle proprietà dello spazio libero: difatti la velocità di Planck è la velocità della luce, il momento angolare di Planck è la costante ridotta di Planck, la resistenza di Planck è l'impedenza di spazio libero, l'entropia di Planck è la costante di Boltzmann, tutte sono proprietà dello spazio libero. Le unità di Planck hanno un significato rilevante per la fisica teorica poiché semplificano diverse espressioni algebriche mediante la cosiddetta non dimensionalizzazione. Sono altresì rilevanti nella ricerca su teorie unificate come la gravità quantistica.
Il termine scala di Planck si riferisce alle magnitudini di spazio, tempo, energia e altre unità, al di sotto delle quali (od oltre le quali) le previsioni del Modello standard, la teoria quantistica dei campi e la relatività generale non sono più riconciliabili, e si prevedono dominare gli effetti quantistici della gravità. Questa regione può essere caratterizzata da energie tra i {\displaystyle 5.52\times 10^{8}\,\mathrm {J} } e i {\displaystyle 1.96\times 10^{9}\,\mathrm {J} } (chiamate appunto energie di Planck), intervalli di tempo tra i {\displaystyle 1.91\times 10^{-43}s} e i {\displaystyle 5.39\times 10^{-44}s} (chiamati tempi di Planck) e lunghezze tra i {\displaystyle 5.73\times 10^{-35}m} e i {\displaystyle 1.62\times 10^{-35}m} (chiamate lunghezze di Planck). Su scala Planck, non ci si aspetta che i modelli attuali siano una guida utile al cosmo, e i fisici non hanno un modello scientifico per suggerire come si comporta l'universo fisico. L'esempio più noto è rappresentato dalle condizioni nei primi {\displaystyle 10^{-43}} secondi del nostro universo dopo il Big Bang, circa 13,8 miliardi di anni fa. Nel nuovo 2019 CODATA da NIST si prevede di usare le unità di Planck come future unità in sostituzione delle unità attuali internazionali di riferimento.
Esistono due versioni delle unità di Planck, la versione di Lorentz – Heaviside (chiamata anche razionalizzata) e la versione gaussiana (chiamata anche non razionalizzata).
Le costanti universali che le unità di Planck, per definizione, normalizzano a {\displaystyle 1} sono:
- la velocità della luce nel vuoto, {\displaystyle c}, (nota anche come velocità di Planck)
- la costante gravitazionale, {\displaystyle G}
  - {\displaystyle G} per la versione gaussiana, {\displaystyle 4\pi G} per la versione Lorentz – Heaviside
- la costante ridotta di Planck, {\displaystyle \hbar }, (nota anche come azione di Planck)
- la permittività del vuoto, {\displaystyle \varepsilon _{0}} (nota anche come permittività di Planck)
  - {\displaystyle \varepsilon _{0}} per la versione Lorentz – Heaviside, {\displaystyle 4\pi \varepsilon _{0}} per la versione gaussiana
- la costante di Boltzmann, {\displaystyle k_{\text{B}}} (nota anche come capacità termica di Planck).

Ciascuna di queste costanti può essere associata a una teoria o concetto fisico fondamentale:
- {\displaystyle c} con la relatività speciale,
- {\displaystyle G} con la relatività generale,
- {\displaystyle \hbar } con la meccanica quantistica,
- {\displaystyle \varepsilon _{0}} con l'elettromagnetismo,
- {\displaystyle k_{\text{B}}} con le nozioni dell'entropia, della meccanica statistica e della termodinamica.

## Introduzione
A qualsiasi sistema di misura può essere assegnato un insieme reciprocamente indipendente di quantità di base e unità di misura di base associate, da cui possono derivare tutte le altre quantità e unità. Nel Sistema internazionale, ad esempio, le quantità di base includono la lunghezza con l'unità associata del metro. Nel sistema di unità di Planck, è possibile selezionare un insieme simile di quantità di base e l'unità di base Planck per la lunghezza è quindi nota semplicemente come lunghezza di Planck, l'unità di base del tempo è il tempo di Planck, e così via. Queste unità sono derivate dalle costanti fisiche universali a cinque dimensioni della Tabella 1, in modo tale che queste costanti vengano eliminate dalle equazioni fondamentali delle leggi della fisica quando le quantità fisiche sono espresse in termini di unità di Planck. Ad esempio, la legge di gravitazione universale di Newton
{\displaystyle {\begin{aligned}F&=G{\frac {m_{1}m_{2}}{r^{2}}}\\&=\left({\frac {F_{\text{P}}l_{\text{P}}^{2}}{m_{\text{P}}^{2}}}\right){\frac {m_{1}m_{2}}{r^{2}}}\end{aligned}}}
può essere espressa come:
{\displaystyle {\frac {F}{F_{\text{P}}}}={\frac {\left({\dfrac {m_{1}}{m_{\text{P}}}}\right)\left({\dfrac {m_{2}}{m_{\text{P}}}}\right)}{\left({\dfrac {r}{l_{\text{P}}}}\right)^{2}}}.}
Entrambe le equazioni sono dimensionalmente coerenti e ugualmente valide in qualsiasi sistema di unità, ma la seconda equazione, con {\displaystyle G} mancante, riguarda solo le quantità senza dimensioni poiché qualsiasi rapporto tra due quantità con dimensioni simili è una grandezza adimensionale. Se si intende che ogni grandezza fisica è il rapporto corrispondente ad una coerente unità di Planck (o "espresso in unità di Planck"), i rapporti di cui sopra possono essere espressi semplicemente con i simboli della grandezza fisica, senza essere scalati esplicitamente dalla loro unità corrispondente:
{\displaystyle F={\frac {m_{1}m_{2}}{r^{2}}}\ .}
Quest'ultima equazione (senza {\displaystyle G}) è valida solo se {\displaystyle F}, {\displaystyle m_{1}}, {\displaystyle m_{2}} e {\displaystyle r} sono valori numerici senza dimensioni delle stesse grandezze fisiche misurate in termini di unità di Planck. Questo è il motivo per cui le unità di Planck o qualsiasi altro uso di unità naturali devono essere impiegate con attenzione. Riferendosi a {\displaystyle G=c=1}, Paul S. Wesson scrisse che:

## Definizione
In fisica, le unità di misura di Planck sono un particolare sistema di unità naturali, in cui cinque costanti hanno valore unitario:
| Costante                                            | Simbolo | Dimensioni fisiche                                                                           | Valore | Teorie associate                                     |
| --------------------------------------------------- | --- | -------------------------------------------------------------------------------------------- | --- | ---------------------------------------------------- |
| Velocità della luce nel vuoto                       | {\displaystyle c} | {\displaystyle \left[L\right]\left[T\right]^{-1}}                                            | {\displaystyle 299792458\;{\frac {m}{s}}}(esatta per definizione)                                                       | Elettromagnetismo Relatività ristretta               |
| Costante gravitazionale                             | {\displaystyle G} | {\displaystyle \left[M\right]^{-1}\left[L\right]^{3}\left[T\right]^{-2}}                     | {\displaystyle 6,67430(15)\cdot 10^{-11}{\frac {m^{3}}{kg\;s^{2}}}}                                                     | Relatività generale Gravità newtoniana               |
| Costante di Planck ridotta                          | {\displaystyle \hbar ={\frac {h}{2\pi }}} dove {\displaystyle h} è la costante di Planck                                                        | {\displaystyle \left[M\right]\left[L\right]^{2}\left[T\right]^{-1}}                          | {\displaystyle 1,054571817\ldots \cdot 10^{-34}\;\mathrm {J} s}(esatta per definizione da h = 6,626 070 15 × 10−34 J⋅s) | Meccanica quantistica                                |
| Costante della forza di Coulomb                     | {\displaystyle {\frac {1}{4\pi \varepsilon _{0}}}} dove {\displaystyle \varepsilon _{0}} è la costante dielettrica nel vuoto                    | {\displaystyle \left[M\right]\left[L\right]^{3}\left[T\right]^{-2}\left[Q\right]^{-2}}       | {\displaystyle 8,9875517923(14)\cdot 10^{9}\;{\frac {kg\cdot m^{3}}{s^{4}\cdot \mathrm {A} ^{2}}}}                      | Elettrostatica                                       |
| Costante di Boltzmann                               | {\displaystyle k_{\text{B}}} | {\displaystyle \left[M\right]\left[L\right]^{2}\left[T\right]^{-2}\left[\Theta \right]^{-1}} | {\displaystyle 1,380649\cdot 10^{-23}\;{\frac {\mathrm {J} }{\mathrm {K} }}}(esatta per definizione)                    | Termodinamica Meccanica statistica                   |
| Località di Planck, seconda costante di radiazione  | {\displaystyle C_{2}={\frac {hc}{k_{\text{B}}}}}                                                                                                | {\displaystyle \left[L\right]\left[\Theta \right]}                                           | {\displaystyle 0,01438777\;m\cdot \mathrm {K} }                                                                         | Termodinamica Meccanica statistica Elettromagnetismo |
| Costante di Stefan-Boltzmann                        | {\displaystyle \sigma ={\frac {{\pi }^{2}{k}_{\text{B}}^{4}}{60{\hbar }^{3}{c}^{2}}}={\frac {{2\pi }^{5}{k}_{\text{B}}^{4}}{15{h}^{3}{c}^{2}}}} | {\displaystyle \left[M\right]\left[T\right]^{-3}\left[\Theta \right]^{-4}}                   | {\displaystyle 5,67037441\ldots \cdot 10^{-8}\;{\frac {\mathrm {W} }{m^{2}\cdot \mathrm {K^{4}} }}}                     | Termodinamica Elettromagnetismo                      |
| Carica elementare                                   | {\displaystyle e=q_{e}} | {\displaystyle \left[Q\right]}                                                               | {\displaystyle 1,602176634\cdot 10^{-19}\;\mathrm {C} } (esatta per definizione)                                        | Elettrostatica                                       |
| Costante di struttura fine o costante di Sommerfeld | {\displaystyle {\alpha }={\alpha _{e}}={\frac {e^{2}}{4\pi \varepsilon _{0}\hbar c}}}                                                           | Numero adimensionale                                                                         | {\displaystyle 0,0072973525693(11)} {\displaystyle {\frac {1}{137,035999084(21)}}}                                      | Elettromagnetismo Teoria Atomica                     |

Nota: {\displaystyle \mathrm {L} } = lunghezza, {\displaystyle \mathrm {M} } = massa, {\displaystyle \mathrm {T} } = tempo, {\displaystyle \mathrm {Q} } = carica, {\displaystyle \Theta } = temperatura.
Le unità naturali possono aiutare i fisici a rispondere alcune domande. Frank Wilczek probabilmente ha fatto l'osservazione più acuta:
(Physics Today, giugno 2001)
L'intensità della gravità è semplicemente quella che è, così come l'intensità della forza elettromagnetica è semplicemente quella che è. La forza elettromagnetica opera in base alla carica elettrica, diversamente dalla gravità, che opera in base alla massa, così che non sia possibile una diretta comparazione tra le due: è da notare, infatti, come la gravità sia una forza estremamente debole rispetto alla forza elettromagnetica; dal punto di vista delle unità naturali, sarebbe come paragonare le mele con le arance perché la massa e la carica sono grandezze incommensurabili. Vero è che la forza elettrostatica repulsiva tra due protoni che si trovino in uno spazio vuoto surclassa la forza di attrazione gravitazionale tra gli stessi, ma la disparità di intensità delle due forze è una manifestazione del fatto che la carica dei protoni è approssimativamente la carica unitaria, mentre la massa dei protoni è molto inferiore alla massa unitaria.
Le unità di Planck hanno il vantaggio di semplificare molte equazioni fisiche, rimuovendo i fattori di conversione, per questo motivo sono molto usate nella teoria dei quanti.
Risolvendo le cinque equazioni precedenti per le cinque incognite si ottiene un insieme unico di valori per le cinque unità di Planck di base:

## Unità di Planck fondamentali
| Dimensione            | Formula                                          | versione di Lorentz–Heaviside                                                              | Versione gaussiana | Valore di Lorentz-Heaviside                          | Valore nel Sistema Internazionale gaussiano                 |
| --------------------- | ------------------------------------------------ | ------------------------------------------------------------------------------------------ | --- | ---------------------------------------------------- | ----------------------------------------------------------- |
| Lunghezza di Planck   | Lunghezza {\displaystyle \left[L\right]}         | {\displaystyle l_{\text{P}}={\sqrt {\frac {4\pi \hbar G}{c^{3}}}}}                         | {\displaystyle l_{\text{P}}={\sqrt {\frac {\hbar G}{c^{3}}}}}                                                                            | {\displaystyle 5,729475\cdot 10^{-35}\;m}            | {\displaystyle 1,616255(18)\cdot 10^{-35}\;m}               |
| Massa di Planck       | Massa {\displaystyle \left[M\right]}             | {\displaystyle m_{\text{P}}={\sqrt {\frac {\hbar c}{4\pi G}}}}                             | {\displaystyle m_{\text{P}}={\sqrt {\frac {\hbar c}{G}}}}                                                                                | {\displaystyle 6,139608\cdot 10^{-9}\;kg}            | {\displaystyle 2,176434(24)\cdot 10^{-8}\;kg}               |
| Tempo di Planck       | Tempo {\displaystyle \left[T\right]}             | {\displaystyle t_{\text{P}}={\sqrt {\frac {4\pi \hbar G}{c^{5}}}}}                         | {\displaystyle t_{\text{P}}={\frac {l_{\text{P}}}{c}}={\sqrt {\frac {\hbar G}{c^{5}}}}}                                                  | {\displaystyle 1,911147\cdot 10^{-43}\;s}            | {\displaystyle 5,391247(60)\cdot 10^{-44}\,s}               |
| Carica di Planck      | Carica elettrica {\displaystyle \left[Q\right]}  | {\displaystyle q_{\text{P}}={\sqrt {\varepsilon _{0}\hbar c}}}                             | {\displaystyle q_{\text{P}}={\sqrt {4\pi \varepsilon _{0}\hbar c}}}                                                                      | {\displaystyle 5,290818\cdot 10^{-19}\;\mathrm {C} } | {\displaystyle 1,875545956(41)\cdot 10^{-18}\;\mathrm {C} } |
| Temperatura di Planck | Temperatura {\displaystyle \left[\Theta \right]} | {\displaystyle \Theta _{\text{P}}={\sqrt {\frac {\hbar c^{5}}{4\pi G{k_{\text{B}}}^{2}}}}} | {\displaystyle {{\Theta }_{\text{P}}}={\frac {{{m}_{\text{P}}}{{c}^{2}}}{{k}_{B}}}={\sqrt {\frac {\hbar {{c}^{5}}}{Gk_{\text{B}}^{2}}}}} | {\displaystyle 3,996674\cdot 10^{31}\;\mathrm {K} }  | {\displaystyle 1,416784(16)\cdot 10^{32}\;\mathrm {K} }     |

Nota: {\displaystyle \mathrm {L} } = lunghezza, {\displaystyle \mathrm {M} } = massa, {\displaystyle \mathrm {T} } = tempo, {\displaystyle \mathrm {Q} } = carica, {\displaystyle \Theta } = temperatura.
Le tre costanti della fisica sono espresse in questo modo semplicemente, mediante l'uso delle unità fondamentali di Planck:
{\displaystyle c={\frac {l_{\text{P}}}{t_{\text{P}}}}}
{\displaystyle \hbar ={\frac {m_{\text{P}}l_{\text{P}}^{2}}{t_{\text{P}}}}}
{\displaystyle G={\frac {l_{\text{P}}^{3}}{m_{\text{P}}t_{\text{P}}^{2}}}}
Nel 1899 Max Planck propose di partire dalle costanti fondamentali (che sono: nella teoria della gravitazione, la costante di Newton {\displaystyle {G}\ }; nell'elettrostatica la costante di Coulomb {\displaystyle {\frac {1}{4\pi \varepsilon _{0}}}}; nell'elettromagnetismo e nella relatività la velocità della luce {\displaystyle {c}\ }; nella termodinamica la costante di Boltzmann {\displaystyle k_{\text{B}}} e nella meccanica quantistica la costante di Planck ridotta {\displaystyle \hbar ={\frac {h}{2\pi }}}) per definire le unità di misura di lunghezza, tempo, massa, carica e temperatura, invece di fare il contrario. Ottenne un sistema di misura alternativo basato su «unità di Planck» in cui la costante di Newton è l'attrazione gravitazionale esercitata da due masse di Planck poste alla distanza di Planck, la costante di Coulomb è l'attrazione elettrica esercitata da due cariche di Planck poste alla distanza di Planck, la velocità della luce è la velocità di percorrenza della lunghezza di Planck nel tempo di Planck, la costante di Boltzmann è l'energia termica della temperatura di Planck e la costante di Planck è l'energia della frequenza pari all'inverso del tempo di Planck.
Planck fu molto soddisfatto della scoperta delle sue unità di misura perché «mantengono il loro significato in tutti i tempi e luoghi, e risultano sempre uguali anche se misurate dalle intelligenze più disparate», mentre le costanti universali assumono valori diversi a seconda del sistema di misura considerato (il sistema internazionale di misura (SI), piuttosto che il sistema CGS). Le unità di Planck però portano con sé i limiti delle teorie attuali, nel senso che al di sotto delle lunghezze, dei tempi e delle cariche di Planck, o al di sopra delle masse e delle temperature di Planck, la fisica come la conosciamo perde di senso.
Quanto ai loro valori, il tempo di Planck è circa {\displaystyle {\text{10}}^{-43}} secondi, la lunghezza di Planck è {\displaystyle {\text{10}}^{20}} volte più piccola di un protone, la massa di Planck è pari a {\displaystyle {\text{10}}^{19}} protoni e farebbe collassare un quanto in un buco nero, la carica di Planck è {\displaystyle {\text{12}}} volte maggiore di quella di un elettrone o un protone, la temperatura di Planck, infine, è di circa {\displaystyle {\text{10}}^{30}} gradi, e un corpo che la raggiungesse emetterebbe radiazioni aventi lunghezze d'onda pari alla lunghezza di Planck.
La tabella definisce chiaramente le unità di Planck in termini di costanti fondamentali. Tuttavia, rispetto ad altre unità di misura come quelle del sistema internazionale, i valori delle unità di Planck, diversi dalla carica Planck, sono conosciuti solo approssimativamente. Ciò è dovuto all'incertezza nel valore della costante gravitazionale {\displaystyle G} misurata rispetto alle definizioni del SI. Oggi il valore della velocità della luce {\displaystyle c} nelle unità SI non è soggetto a errori di misurazione, poiché l'unità base SI di lunghezza, il metro, è ora definita come la lunghezza del percorso dalla luce nel vuoto durante un intervallo di tempo di {\displaystyle {\frac {1}{299792458}}} di secondo. Quindi il valore di {\displaystyle c} è ora esatto per definizione e non contribuisce all'incertezza degli equivalenti SI delle unità di Planck. Lo stesso vale per il valore della permittività del vuoto {\displaystyle \varepsilon _{0}}, a causa della definizione di ampere che imposta la permeabilità magnetica del vuoto {\displaystyle \mu _{0}} a {\displaystyle 4\pi \times 10^{-7}{\frac {H}{m}}}: infatti, poiché {\displaystyle \mu _{0}} e {\displaystyle c} sono ben definite, dalla relazione {\displaystyle \mu _{0}\varepsilon _{0}={\frac {1}{c^{2}}}} è possibile ricavare un valore di {\displaystyle \varepsilon _{0}} privo di incertezze. Il valore numerico della costante ridotta di Planck {\displaystyle \hbar } è stato determinato sperimentalmente a 12 parti per miliardo, mentre quello di {\displaystyle G} è stato determinato sperimentalmente a non migliore di 1 parte su 21300 (o 47000 parti per miliardo). {\displaystyle G} appare nella definizione di quasi tutte le unità di Planck nelle tabelle 2 e 3, ma non tutte. Quindi l'incertezza nei valori degli equivalenti SI delle unità di Planck deriva quasi interamente dall'incertezza nel valore di {\displaystyle G}. (La propagazione dell'errore in {\displaystyle G} è una funzione dell'esponente di {\displaystyle G} nell'espressione algebrica per un'unità. Poiché tale esponente è {\displaystyle \pm {\frac {1}{2}}} per ogni unità base diversa dalla carica di Planck, l'incertezza relativa di ciascuna unità di base è circa la metà di quella di {\displaystyle G}. Questo è davvero il caso; secondo CODATA, i valori sperimentali degli equivalenti SI delle unità di Planck di base sono noti a circa 1 parte su 43500, o 23000 parti per miliardo). Dopo il 20 maggio 2019, {\displaystyle h} (e quindi {\displaystyle \hbar ={\frac {h}{2\pi }}} ) è un valore di riferimento esatto, {\displaystyle k_{\text{B}}} è anch'essa esatta ma, poiché {\displaystyle G} non è ancora esatta, anche i valori di {\displaystyle \ell _{\text{P}}}, {\displaystyle m_{\text{P}}}, {\displaystyle t_{\text{P}}} e {\displaystyle \theta _{\text{P}}} non sono esatti. Inoltre, {\displaystyle \mu _{0}} (e quindi {\displaystyle \varepsilon _{0}={\frac {1}{c^{2}\mu _{0}}}}) non è più esatto (solo la carica {\displaystyle e} è esatta), quindi anche {\displaystyle q_{\text{P}}} non è esatto come precisione numerica.

## Unità di Planck derivate
In qualsiasi sistema di misura, le unità per molte grandezze fisiche possono essere derivate da unità di base. La tabella 3 offre un campione di unità di Planck derivate, alcune delle quali in realtà sono usate raramente. Come per le unità di base, il loro uso è per lo più limitato alla fisica teorica perché la maggior parte di esse è troppo grande o troppo piccola per un uso empirico o pratico, e vi sono grandi incertezze nei loro valor
| Unità derivata da        | Espressione | Equivalente SI    |
| ------------------------ | --- | ----------------- |
| area (L2)                | {\displaystyle l_{\text{P}}^{2}={\frac {\hbar G}{c^{3}}}}                                                                                             | 2,6121×10−70 m²   |
| volume (L3)              | {\displaystyle l_{\text{P}}^{3}=\left({\frac {\hbar G}{c^{3}}}\right)^{\frac {3}{2}}={\sqrt {\frac {(\hbar G)^{3}}{c^{9}}}}}                          | 4,2217×10−105 m³  |
| quantità di moto (LMT−1) | {\displaystyle m_{\text{P}}c={\frac {\hbar }{l_{\text{P}}}}={\sqrt {\frac {\hbar c^{3}}{G}}}}                                                         | 6,5249 kg⋅m/s     |
| energia (L2MT−2)         | {\displaystyle E_{\text{P}}=m_{\text{P}}c^{2}={\frac {\hbar }{t_{\text{P}}}}={\sqrt {\frac {\hbar c^{5}}{G}}}}                                        | 1,9561×109 J      |
| forza (LMT−2)            | {\displaystyle F_{\text{P}}={\frac {E_{\text{P}}}{l_{\text{P}}}}={\frac {\hbar }{l_{\text{P}}t_{\text{P}}}}={\frac {c^{4}}{G}}}                       | 1,2103×1044 N     |
| densità (L−3M)           | {\displaystyle \rho _{\text{P}}={\frac {m_{\text{P}}}{l_{\text{P}}^{3}}}={\frac {\hbar t_{\text{P}}}{l_{\text{P}}^{5}}}={\frac {c^{5}}{\hbar G^{2}}}} | 5,1550×1096 kg/m³ |
| accelerazione (LT−2)     | {\displaystyle a_{\text{P}}={\frac {c}{t_{\text{P}}}}={\sqrt {\frac {c^{7}}{\hbar G}}}}                                                               | 5,5608×1051 m/s²  |

Alcune unità di Planck, come quella di tempo o di lunghezza, sono molti ordini di grandezza maggiori o minori per essere d'uso pratico, e sono rilevanti solo nella fisica teorica. In alcuni casi, un'unità di Planc suggerisce un limite alla gamma di valori che una grandezza fisica può assumere nelle attuali teorie. Per esempio, l'attuale comprensione del Big Bang si ferma all'epoca di Planck, corrispondente all'età dell'universo di un tempo di Planck. Descrivere l'universo durante l'epoca di Planck comporta una teoria di gravità quantistica, che incorpori gli effetti quantistici nella relatività generale.

## Discussione
Nelle "scale di Planck" di lunghezza, tempo, densità o temperatura, si devono considerare sia gli effetti della meccanica quantistica che della relatività generale, ma ciò richiede una teoria della gravità quantistica di cui ancora non conosciamo la forma.
La maggior parte delle unità sono o troppo piccole o troppo grandi per l'utilizzo pratico. Inoltre soffrono di incertezze nella misura di alcune delle costanti su cui sono basate, in particolare la costante gravitazionale {\displaystyle {G}} (che ha un'incertezza di 1 su 44000 parti).
La carica di Planck non fu originariamente definita da Planck. È una definizione di unità di carica che è un'aggiunta naturale alle altre unità di Planck, ed è utilizzata in alcune pubblicazioni. È interessante notare che la carica elementare, misurata in termini della carica di Planck, risulta essere:
{\displaystyle e={\sqrt {\alpha }}\ q_{P}=0{,}085\,424\,543\,1319(64)\ q_{P}\,}
dove {\displaystyle {\alpha }} è la costante di struttura fine:
{\displaystyle \alpha =\left({\frac {e}{q_{P}}}\right)^{2}={\frac {e^{2}}{\hbar c4\pi \varepsilon _{0}}}={\frac {1}{137{,}035\,999\,084(21)}}}
Si può ritenere che la costante di struttura fine, adimensionale, possieda il proprio valore per via della quantità di carica, misurata in unità naturali (carica di Planck), che gli elettroni, i protoni e altre particelle cariche hanno in natura. Poiché la forza elettromagnetica tra due particelle è proporzionale alle cariche di ciascuna particella (che è proporzionale a {\displaystyle {\sqrt {\alpha }}}), la forza elettromagnetica relativamente alle altre forze è proporzionale a {\displaystyle {\alpha }}.
L'impedenza di Planck risulta essere l'impedenza caratteristica del vuoto, {\displaystyle Z_{0}}, divisa per {\displaystyle 4\pi }. Ciò avviene in quanto la costante della forza di Coulomb, {\displaystyle {\frac {1}{4\pi \varepsilon _{0}}}}, è normalizzata a {\displaystyle 1} nella legge di Coulomb, così come viene fatto nelle unità del sistema CGS, invece che porre a {\displaystyle 1} la permittività del vuoto {\displaystyle \varepsilon _{0}\ }. Tali considerazioni, insieme al fatto che la costante gravitazionale {\displaystyle G} è normalizzata a {\displaystyle 1} (invece che {\displaystyle 4\pi G} o {\displaystyle 8\pi G} o {\displaystyle 16\pi G}), inducono a ritenerla una definizione arbitraria e forse non ottimale nella prospettiva di definire le unità più naturali della fisica come unità di Planck.
.
La carica, come le altre unità di Planck, non era originariamente definita da Planck. È un'unità di carica che è un'aggiunta naturale alle altre unità di Planck e viene utilizzata in alcune pubblicazioni. La carica elementare {\displaystyle e}, misurato in termini di unità di Planck, è
{\displaystyle e={\sqrt {4\pi \alpha }}\cdot q_{\text{P}}\approx 0.302822121\cdot q_{\text{P}}\,} (Versione Lorentz – Heaviside)
{\displaystyle e={\sqrt {\alpha }}\cdot q_{\text{P}}\approx 0.085424543\cdot q_{\text{P}}\,} (Versione gaussiana)
dove {\displaystyle {\alpha }} è la costante di struttura fine
{\displaystyle \alpha ={\frac {k_{e}e^{2}}{\hbar c}}\approx {\frac {1}{137,03599911}}}
{\displaystyle \alpha ={\frac {1}{4\pi }}\left({\frac {e}{q_{\text{P}}}}\right)^{2}}
{\displaystyle \alpha =\left({\frac {e}{q_{\text{P}}}}\right)^{2}}
La costante di struttura fine {\displaystyle \alpha } è anche chiamata costante di accoppiamento elettromagnetico, confrontandola così con la costante di accoppiamento gravitazionale  {\displaystyle \alpha _{\text{G}}}. La massa a riposo dell'elettrone {\displaystyle m_{e}} misurata in termini di massa di Planck, è:
{\displaystyle m_{e}={\sqrt {4\pi \alpha _{\text{G}}}}\cdot m_{\text{P}}\approx 1.48368\cdot 10^{-22}\cdot m_{\text{P}}\,}(Versione Lorentz – Heaviside)
{\displaystyle m_{e}={\sqrt {\alpha _{\text{G}}}}\cdot m_{\text{P}}\approx 4.18539\cdot 10^{-23}\cdot m_{\text{P}}\,} (Versione gaussiana)
dove {\displaystyle {\alpha _{\text{G}}}} è la costante di accoppiamento gravitazionale:
{\displaystyle \alpha _{\text{G}}={\frac {Gm_{e}^{2}}{\hbar c}}\approx 1,7518\cdot 10^{-45}}
{\displaystyle \alpha _{\text{G}}={\frac {1}{4\pi }}\left({\frac {m_{e}}{m_{\text{P}}}}\right)^{2}} (Versione Lorentz – Heaviside)
{\displaystyle \alpha _{\text{G}}=\left({\frac {m_{e}}{m_{\text{P}}}}\right)^{2}}(Versione gaussiana)
Alcune unità di Planck sono adatte per misurare quantità familiari nel mondo della fisica. Per esempio:
- la massa di Planck è di circa {\displaystyle 6,14\mu g} (versione di Lorentz – Heaviside) o {\displaystyle 21,8\mu g} (versione gaussiana);
- il momento di Planck è di circa {\displaystyle 1,84\,\mathrm {N} \cdot s} (versione di Lorentz – Heaviside) o {\displaystyle 6,52\,\mathrm {N} \cdot s} (versione gaussiana);
- l'energia di Planck è di circa {\displaystyle 153\;k\mathrm {W} \cdot h} (versione Lorentz – Heaviside) o {\displaystyle 543\;k\mathrm {W} \cdot h} (versione gaussiana);
- l'angolo di Planck è {\displaystyle 1} radiante (entrambe le versioni);
- l'angolo solido di Planck è {\displaystyle 1} steradiante (entrambe le versioni);
- la carica di Planck è di circa {\displaystyle 3,3} cariche elementari (versione Lorentz – Heaviside) o {\displaystyle 11,7} cariche elementari (versione gaussiana);
- l'impedenza di Planck è di circa {\displaystyle 377\;\Omega } (versione Lorentz-Heaviside) o {\displaystyle 30\,\Omega } (versione gaussiana);
- la conduttanza Planck è di circa {\displaystyle 2,65\,m\mathrm {S} } (versione Lorentz – Heaviside) o {\displaystyle 33,4\,m\mathrm {S} } (versione gaussiana);
- la permeabilità di Planck è di circa {\displaystyle 1,26{\frac {\mu \mathrm {H} }{m}}} (versione Lorentz – Heaviside) o {\displaystyle 0,1{\frac {\mu \mathrm {H} }{m}}} (versione gaussiana);
- il flusso elettrico di Planck è di circa {\displaystyle 59,8\,m\mathrm {V} \cdot \mu m} (versione Lorentz – Heaviside) o {\displaystyle 16,9\,m\mathrm {V} \cdot \mu m} (versione gaussiana).

Tuttavia, la maggior parte delle unità di Planck ha ordini di grandezza troppo grandi o troppo piccoli per essere di uso pratico, quindi le unità di Planck come sistema sono realmente rilevanti solo per la fisica teorica. In effetti, {\displaystyle 1} unità di Planck è spesso il valore più grande o più piccolo di una quantità fisica che ha senso secondo la nostra attuale comprensione. Per esempio:
- La velocità di Planck è la velocità della luce nel vuoto, la massima velocità fisica possibile nella relatività speciale;[25] 1 miliardesimo della velocità di Planck è di circa 1,079 km/h.
- La nostra comprensione del Big Bang inizia con l'epoca di Planck, quando l'universo aveva {\displaystyle 1} tempo di Planck e {\displaystyle 1} lunghezza di Planck di diametro, e aveva una temperatura di Planck pari a {\displaystyle 1}. In quel momento, la teoria quantistica, come attualmente intesa, diventa applicabile. Comprendere l'universo quando era meno di {\displaystyle 1} tempo di Planck richiede una teoria della gravità quantistica che incorporerebbe gli effetti quantistici nella relatività generale. Tale teoria non esiste ancora.

Nelle unità di Planck abbiamo:
{\displaystyle \alpha ={\frac {e^{2}}{4\pi }}} (Versione Lorentz – Heaviside)
{\displaystyle \alpha =e^{2}} (Versione gaussiana)
{\displaystyle \alpha _{\text{G}}={\frac {m_{e}^{2}}{4\pi }}} (Versione Lorentz – Heaviside)
{\displaystyle \alpha _{\text{G}}=m_{e}^{2}} (Versione gaussiana)
dove:
{\displaystyle \alpha } è la costante di struttura fine
{\displaystyle e} è la carica elementare
{\displaystyle \alpha _{\text{G}}} è la costante di accoppiamento gravitazionale
{\displaystyle m_{e}} è la massa di riposo dell'elettrone
da qui la carica specifica dell'elettrone {\displaystyle \left({\frac {e}{m_{e}}}\right)} è {\displaystyle {\sqrt {\frac {\alpha }{\alpha _{G}}}}} Carica specifica di Planck, in entrambe le versioni delle unità di Planck.

### Significato
Le unità di Planck sono prive di arbitrarietà antropocentrica. Alcuni fisici sostengono che la comunicazione con l'intelligenza extraterrestre dovrebbe impiegare un tale sistema di unità per essere compresa. A differenza del metro e del secondo, che esistono come unità di base nel sistema SI per ragioni storiche, la lunghezza di Planck e il tempo di Planck sono concettualmente collegati a un livello fisico fondamentale.

## Cosmologia
Nella cosmologia del Big Bang, l'epoca di Planck o era di Planck è il primo stadio del Big Bang, prima che il tempo trascorso fosse uguale al tempo di Planck, {\displaystyle t_{\text{P}}}, o circa {\displaystyle 10^{-43}} secondi. Al momento non esiste una teoria fisica disponibile per descrivere tempi così brevi, e non è chiaro in che senso il concetto di tempo sia significativo per valori inferiori al tempo di Planck. Si presume generalmente che gli effetti quantistici della gravità dominino le interazioni fisiche a questa scala temporale. Su questa scala, si presume che la forza unificata del Modello standard sia unificata con la gravitazione. Incommensurabilmente caldo e denso, lo stato dell'epoca di Planck fu seguito dall'epoca della grande unificazione, in cui la gravitazione è separata dalla forza unificata del Modello Standard, a sua volta seguita dall'epoca inflazionistica, che si concluse dopo circa {\displaystyle 10^{-32}} secondi (o circa {\displaystyle 10^{10}\;t_{P}}).
Rispetto all'epoca di Planck, l'universo osservabile oggi sembra estremo quando espresso in unità di Planck, come in questo insieme di approssimazioni:
| Proprietà dell'Universo osservabile                            | Espressione | Hubble in unità di Planck                                                                                   | Unità di Hubble (universo osservabile) |
| -------------------------------------------------------------- | --- | --- | --- |
| Età di Hubble                                                  | {\displaystyle {\frac {1}{H_{0}}}} | {\displaystyle 8,080\cdot 10^{60}t_{\text{P}}}                                                              | {\displaystyle 4,356129\cdot 10^{17}\;s\approx 13,799\cdot 10^{9}\mathrm {anni} } |
| Diametro di Hubble                                             | {\displaystyle {\frac {2\pi c}{H_{0}}}} | {\displaystyle 5,07681\cdot 10^{61}l_{\text{P}}}                                                            | {\displaystyle 8,20543\cdot 10^{26}\;m\approx 8,7\cdot 10^{23}\,\mathrm {km} } {\displaystyle \approx 9,2\cdot 10^{10}\,\mathrm {anni\,luce} } |
| Massa di Hubble                                                | {\displaystyle {\frac {8\pi c}{H_{0}4\pi r_{s}}}\equiv {\frac {8\pi c^{3}}{3H_{0}G}}}                                                                                          | {\displaystyle 8,080\cdot 10^{60}m_{\text{P}}} {\displaystyle 6,769\cdot 10^{61}\,m_{P}} (con 8π/3)         | {\displaystyle \approx 1,7586\cdot 10^{53}\,\mathrm {kg} \approx 1,76\cdot 10^{50}\,\mathrm {tonnellate} } {\displaystyle \approx 1,47\cdot 10^{54}\,\mathrm {kg} } (con 8π/3) {\displaystyle \approx 8,844\cdot 10^{22}\,\mathrm {masse\,solari} } (solo stelle) {\displaystyle \approx 2,945\cdot 10^{28}\,\mathrm {masse\,terrestri} } {\displaystyle \approx 1,051\cdot 10^{80}\,\mathrm {protoni} } (conosciuto come numero di Eddington) |
| Densità di Hubble                                              | {\displaystyle {\frac {2\Lambda }{r_{s}}}={\frac {3H_{0}^{2}}{4\pi c^{2}r_{s}}}\equiv {\frac {3H_{0}^{2}}{8\pi G}}}                                                            | {\displaystyle 1.8283\cdot 10^{-123}\rho _{\text{P}}} {\displaystyle 1,5317\cdot 10^{-122}\rho _{\text{P}}} | {\displaystyle \approx 9,4248\cdot 10^{-27}\,\mathrm {kg\cdot m^{-3}} } {\displaystyle \approx 7,8957\cdot 10^{-26}\,\mathrm {kg\cdot m^{-3}} } (senza 3/8π) |
| Pressione di Hubble Energia del vuoto                          | {\displaystyle {\frac {\Lambda c^{4}}{G}}={\frac {2\Lambda c^{2}}{r_{s}}}\equiv {\frac {3H_{0}^{2}c^{2}}{8\pi G}}}                                                             | {\displaystyle 1,5317\cdot 10^{-122}p_{\text{P}}}                                                           | {\displaystyle \approx 7,0963\cdot 10^{-9}\,\mathrm {J\cdot m^{-3}} } |
| Temperatura di Hubble                                          | | {\displaystyle 1,92371\cdot 10^{-32}\Theta _{\text{P}}}                                                     | {\displaystyle 2,72548\,\mathrm {K} \pm 0,00057\,\mathrm {K} \,} (2,72548=radiazione cosmica di fondo) {\displaystyle \approx -270,43452\,^{\circ }\mathrm {C} } {\displaystyle \approx 160,23\,\mathrm {GHz} } {\displaystyle \approx \lambda =1,063\,mm} a {\displaystyle 242\,\mathrm {GHz} } {\displaystyle \approx 6,626\cdot 10^{-4}\,\mathrm {eV} } {\displaystyle \approx 0,25\,\mathrm {eV\cdot cm^{-3}} } {\displaystyle \approx 4,005\cdot 10^{-14}\,\mathrm {J\cdot m^{-3}} } Temperatura della radiazione cosmica di fondo |
| Carica di Hubble                                               | {\displaystyle {\frac {2cq_{r_{\text{s}}}}{H_{0}r_{s}}}\equiv {\frac {8\pi c^{3}}{3H_{0}G}}{\sqrt {4\pi \varepsilon _{0}G}}}                                                   | {\displaystyle 8,080\cdot 10^{60}q_{\text{P}}}                                                              | {\displaystyle \approx 1,5154\cdot 10^{43}\,\mathrm {C} } |
| Accelerazione di Hubble                                        | {\displaystyle H_{0}c} | {\displaystyle 1,237623\cdot 10^{-61}a_{\text{P}}}                                                          | {\displaystyle \approx 6,882084\cdot 10^{-10}\,\mathrm {m\cdot s^{-2}} \approx 7\cdot 10^{-11}\,\mathrm {g\,terrestri} } |
| Costante cosmologica, {\displaystyle \Lambda }                 | {\displaystyle \Lambda \equiv \left({\frac {H_{\text{0}}}{2\pi c}}\right)^{2}}                                                                                                 | {\displaystyle 5,42977\cdot 10^{-122}t_{\text{P}}^{-2}} 2,883 89 × 10−122 l−2P (con 8π/3)                   | {\displaystyle \approx 1,86811\cdot 10^{-35}\,s^{-2}} {\displaystyle 1,10352\cdot 10^{-52}\,\mathrm {m^{-2}} } |
| Costante di Hubble                                             | {\displaystyle H_{0}} | {\displaystyle 1,237623\cdot 10^{-61}t_{\text{P}}^{-1}}                                                     | {\displaystyle \approx 2,295616\cdot 10^{-18}\approx 70,83531\mathrm {(km/s)/Mpc} } |
| Costante di accoppiamento di Hubble                            | {\displaystyle \alpha _{H_{0}}\equiv \left({\frac {_{\text{Massa}}{H}_{0}}{m_{\text{P}}}}\right)^{2}\equiv {\frac {G}{\hbar c}}\left({\frac {8\pi c^{3}}{3H_{0}G}}\right)^{2}} | {\displaystyle 6,52865\cdot 10^{121}} 4,582 × 10123 (con 8π/3)                                              | {\displaystyle \approx 3,09253\cdot 10^{106}\,_{Massa}H_{0}^{2}=\mathrm {Massa\,di\,Hubble\,al\,quadrato} } {\displaystyle \approx 2,17046\cdot 10^{108}\,_{Massa}H_{0}^{2}} (con 8π/3) |
| Entropia di Hubble                                             | {\displaystyle S_{H_{0}}=\alpha _{H_{0}}k_{\text{B}}\equiv {\frac {\Lambda ^{-2}k_{\text{B}}}{4l_{\text{P}}^{2}}}\equiv {\frac {c^{5}k_{\text{B}}}{\hbar GH_{0}^{2}}}}         | {\displaystyle 6,52865\cdot 10^{121}} 1,632 × 10123 (1/4) 4,582 × 10123 (con 8π/3)                          | {\displaystyle 2,2534419\cdot 10^{98}\,\mathrm {J/K} \,_{\mathrm {con1/4} }\,9,013768\cdot 10^{98}\,\mathrm {J/K} } {\displaystyle 7,551356\cdot 10^{99}\,\mathrm {J/K} } (con 8π/3) |
| Informazione teorica di Hubble secondo il limite di Bekenstein | {\displaystyle {\frac {2\pi \alpha _{H_{0}}}{\log[2]}}\equiv \left({\frac {2\pi c_{\text{distanza}}H_{0}\,_{\text{Massa}}H_{0}}{\hbar \log[2]}}\right)}                        | {\displaystyle 6,528645\cdot 10^{122}\,\mathrm {I_{bits\,P}} }                                              | {\displaystyle \mathrm {I_{bits}} \approx 5,918034\cdot 10^{122}\,\mathrm {bits} } {\displaystyle \mathrm {I_{bytes}} \approx 7,397543\cdot 10^{121}\,\mathrm {bytes} } {\displaystyle \approx 2^{407,84}\,\mathrm {I_{bits}} \approx 2^{404,84}\,\mathrm {I_{bytes}} } {\displaystyle \approx 7,4\cdot 10^{109}\,\mathrm {TB} \approx 7,4\cdot 10^{112}\,\mathrm {GB} \approx 7,4\cdot 10^{115}\,\mathrm {MB} } L'informazione di Hubble che può avere l'universo osservabile di dati secondo Seth LIyod e Jacob Bekenstein sugli studi dell'entropia dei buchi neri. Questo enorme valore ci dice quanti dati possiamo archiviare teoricamente, circa {\displaystyle 7,4\cdot 10^{109}\,\mathrm {TB} }, su una chiavetta USB che possa avere questa capacità. Ma per avere questa capacità teorica dovrebbe usare la stessa massa/energia dell'intero universo osservabile di oggi. Cioè l'analogia è che la massa di Hubble, quindi la massa del universo può avere massimo {\displaystyle 7,4\cdot 10^{109}\,\mathrm {TB} } di dati sapendo che ogni unità di Planck al quadrato può avere 1,133 bytes di dati. Quindi la radice quadrata delle unità di Planck e circa {\displaystyle 1,0645\,{\sqrt {_{Bytes}}}}. l'intera massa di Hubble a circa {\displaystyle 8,08\cdot 10^{60}} unità di Planck, per {\displaystyle 1,0645\,{\sqrt {_{Bytes}}}} di singola unità di Planck porta a {\displaystyle 7,4\cdot 10^{109}\,\mathrm {TB} }. In bits sarà la radice quadrata di {\displaystyle 9,065\,\mathrm {bits} } della costante di accoppiamento di Planck, ovvero unità di Planck al quadrato. Diventerà {\displaystyle 3,011\,{\sqrt {_{bits}}}} di singola unità di Planck per l'intera massa di Hubble a circa {\displaystyle 8,08\cdot 10^{60}} unità di Plack uguale a {\displaystyle 5,918\cdot 10^{122}\,\mathrm {bits} }. Questo calcolo deriva da Jacob Bekenstein che usava non la massa di Planck, ma l'area di Planck secondo la sua formula dell'entropia di un buco nero che è l'area della superficie divisa 4 area di Planck. |

La ricorrenza di grandi numeri vicino o correlata a {\displaystyle 10^{60}} nella tabella sopra è una coincidenza che incuriosisce alcuni teorici. È un esempio del tipo di coincidenza di grandi numeri che ha portato teorici come Eddington e Dirac a sviluppare teorie fisiche alternative (ad esempio una velocità della luce variabile o la teoria di G variabile di Dirac ). Dopo la misurazione della costante cosmologica {\displaystyle \Lambda } nel 1998, stimata in {\displaystyle 10^{-122}} unità di Planck, è stato notato che ciò è suggestivamente vicino al reciproco dell'età dell'universo al quadrato. Barrow and Shaw (2011) hanno proposto una teoria modificata in cui tale costante è un campo che si evolve in modo tale che il suo valore rimanga {\displaystyle \Lambda \sim T^{-2}} per tutta la storia dell'universo.
| Quantità                                                               | versione di Lorentz–Heaviside in unità di Planck                                                       | versione di Gaussian in unità di Planck                                                                |
| ---------------------------------------------------------------------- | --- | --- |
| Gravità standard ({\displaystyle \mathrm {g} })                        | {\displaystyle 6.25154\cdot 10^{-51}\,a_{\text{P}}}                                                    | {\displaystyle 1.76353\cdot 10^{-51}\,a_{\text{P}}}                                                    |
| Atmosfera standard ({\displaystyle {\mathsf {atm}}})                   | {\displaystyle 3.45343\cdot 10^{-108}\,p_{\text{P}}}                                                   | {\displaystyle 2.18691\cdot 10^{-109}p_{\text{P}}}                                                     |
| Tempo astronomico solare                                               | {\displaystyle 4.52091\cdot 10^{47}\,t_{\text{P}}}                                                     | {\displaystyle 1.60262\cdot 10^{48}\,t_{\text{P}}}                                                     |
| Raggio equatoriale della Terra                                         | {\displaystyle 1.11323\cdot 10^{41}\,l_{\text{P}}}                                                     | {\displaystyle 3.94629\cdot 10^{41}\,l_{\text{P}}}                                                     |
| Circonferenza equatoriale della Terra                                  | {\displaystyle 6.99465\cdot 10^{41}\,l_{\text{P}}}                                                     | {\displaystyle 2.47954\cdot 10^{42}\,l_{\text{P}}}                                                     |
| Diametro dell'universo osservabile                                     | {\displaystyle 1.53594\cdot 10^{61}\,l_{\text{P}}}                                                     | {\displaystyle 5.44477\cdot 10^{61}\,l_{\text{P}}}                                                     |
| Volume della Terra                                                     | {\displaystyle 1.89062\cdot 10^{55}\,l_{\text{P}}^{3}}                                                 | {\displaystyle 6.70208\cdot 10^{55}\,l_{\text{P}}^{3}}                                                 |
| Volume dell'universo osservabile                                       | {\displaystyle 6.98156\cdot 10^{114}\,l_{\text{P}}^{3}}                                                | {\displaystyle 2.47490\cdot 10^{115}\,l_{\text{P}}^{3}}                                                |
| Massa della Terra                                                      | {\displaystyle 9.72717\cdot 10^{32}\,m_{\text{P}}}                                                     | {\displaystyle 2.74398\cdot 10^{32}\,m_{\text{P}}}                                                     |
| Massa dell'universo osservabile                                        | {\displaystyle 2.37796\cdot 10^{61}\,m_{\text{P}}}                                                     | {\displaystyle 6.70811\cdot 10^{60}\,m_{\text{P}}}                                                     |
| Densità media della Terra                                              | {\displaystyle 1.68905\cdot 10^{-91}\,\rho _{\text{P}}}                                                | {\displaystyle 1.06960\cdot 10^{-93}\,\rho _{\text{P}}}                                                |
| Densità dell'universo osservabile                                      | {\displaystyle 3.03257\cdot 10^{-121}\,\rho _{\text{P}}}                                               | {\displaystyle 1.92040\cdot 10^{-123}\,\rho _{\text{P}}}                                               |
| Età della Terra                                                        | {\displaystyle 7.49657\cdot 10^{59}\,t_{\text{P}}}                                                     | {\displaystyle 2.65747\cdot 10^{60}\,t_{\text{P}}}                                                     |
| Età dell'universo (tempo di Hubble)                                    | {\displaystyle 2.27853\cdot 10^{60}\,t_{\text{P}}}                                                     | {\displaystyle 8.07719\cdot 10^{60}\,t_{\text{P}}}                                                     |
| Temperatura media della Terra                                          | {\displaystyle 7.18485\cdot 10^{-30}\,\Theta _{\text{P}}}                                              | {\displaystyle 2.02681\cdot 10^{-30}\,\Theta _{\text{P}}}                                              |
| Temperatura dell'universo                                              | {\displaystyle 6.81806\cdot 10^{-32}\,\Theta _{\text{P}}}                                              | {\displaystyle 1.92334\cdot 10^{-32}\,\Theta _{\text{P}}}                                              |
| Costante di Hubble ({\displaystyle H_{0}})                             | {\displaystyle 4.20446\cdot 10^{-61}\,t_{\text{P}}^{-1}}                                               | {\displaystyle 1.18605\cdot 10^{-61}\,t_{\text{P}}^{-1}}                                               |
| Costante cosmologica ({\displaystyle \Lambda })                        | {\displaystyle 3.62922\cdot 10^{-121}\,l_{\text{P}}^{-2}}                                              | {\displaystyle 2.88805\cdot 10^{-122}\,l_{\text{P}}^{-2}}                                              |
| Densità del vuoto energetico ({\displaystyle \rho _{\text{0}}})        | {\displaystyle 1.82567\cdot 10^{-121}\,\rho _{\text{P}}}                                               | {\displaystyle 1.15612\cdot 10^{-123}\,\rho _{\text{P}}}                                               |
| Punto di evaporazione dell'acqua                                       | {\displaystyle 6.83432\cdot 10^{-30}\,\Theta _{\text{P}}}                                              | {\displaystyle 1.92793\cdot 10^{-30}\,\Theta _{\text{P}}}                                              |
| Punto di ebollizione dell'acqua                                        | {\displaystyle 9.33636\cdot 10^{-30}\,\Theta _{\text{P}}}                                              | {\displaystyle 2.63374\cdot 10^{-30}\,\Theta _{\text{P}}}                                              |
| Pressione del punto triplo dell'acqua                                  | {\displaystyle 2.08469\cdot 10^{-109}\,p_{\text{P}}}                                                   | {\displaystyle 1.32015\cdot 10^{-111}\,p_{\text{P}}}                                                   |
| Temperatura del punto triplo dell'acqua                                | {\displaystyle 6.83457\cdot 10^{-30}\,\Theta _{\text{P}}}                                              | {\displaystyle 1.92800\cdot 10^{-30}\,\Theta _{\text{P}}}                                              |
| Densità dell'acqua                                                     | {\displaystyle 3.06320\cdot 10^{-92}\,\rho _{\text{P}}}                                                | {\displaystyle 1.93980\cdot 10^{-94}\,\rho _{\text{P}}}                                                |
| Calore specifico dell'acqua                                            | {\displaystyle 1.86061\cdot 10^{18}\,c_{\text{P}}}                                                     | {\displaystyle 6.59570\cdot 10^{18}\,c_{\text{P}}}                                                     |
| Volume molare ideale ({\displaystyle V_{m}})                           | {\displaystyle 2.00522\cdot 10^{77}\,{\mathcal {V}}_{\text{P}}}                                        | {\displaystyle 8.93256\cdot 10^{78}\,{\mathcal {V}}_{\text{P}}}                                        |
| Carica elementare ({\displaystyle e})                                  | {\displaystyle 3.02822\cdot 10^{-1}\,q_{\text{P}}}                                                     | {\displaystyle 8.54245\cdot 10^{-2}\,q_{\text{P}}}                                                     |
| Massa dell'elettrone ({\displaystyle m_{e}})                           | {\displaystyle 1.48368\cdot 10^{-22}\,m_{\text{P}}}                                                    | {\displaystyle 4.18539\cdot 10^{-23}\,m_{\text{P}}}                                                    |
| Massa del protone ({\displaystyle m_{p}})                              | {\displaystyle 2.72427\cdot 10^{-19}\,m_{\text{P}}}                                                    | {\displaystyle 7.68502\cdot 10^{-20}\,m_{\text{P}}}                                                    |
| Massa del neutrone ({\displaystyle m_{n}})                             | {\displaystyle 2.72802\cdot 10^{-19}\,m_{\text{P}}}                                                    | {\displaystyle 7.69562\cdot 10^{-20}\,m_{\text{P}}}                                                    |
| Massa atomica costante ({\displaystyle u})                             | {\displaystyle 2.70459\cdot 10^{-19}\,m_{\text{P}}}                                                    | {\displaystyle 7.62951\cdot 10^{-20}\,m_{\text{P}}}                                                    |
| Rapporto carica-massa dell'elettrone ({\displaystyle \xi _{e}})        | {\displaystyle -2.04102\cdot 10^{21}\,q_{\,r_{\text{s}}}}                                              | {\displaystyle -2.04102\cdot 10^{21}\,q_{\,r_{\text{s}}}}                                              |
| Rapporto carica-massa del protone ({\displaystyle \xi _{e}})           | {\displaystyle 1.11157\cdot 10^{18}\,q_{\,r_{\text{s}}}}                                               | {\displaystyle 1.11157\cdot 10^{18}\,q_{\,r_{\text{s}}}}                                               |
| giromagneto del protone ({\displaystyle \gamma _{p}})                  | {\displaystyle 3.10445\cdot 10^{18}\,\Theta _{\text{P}}}                                               | {\displaystyle 3.10445\cdot 10^{18}\,\Theta _{\text{P}}}                                               |
| Momento magnetico dell'elettrone ({\displaystyle \mu _{e}})            | {\displaystyle -1.02169\cdot 10^{21}\,{\mu _{d}}_{\text{P}}}                                           | {\displaystyle -1.02169\cdot 10^{21}\,{\mu _{d}}_{\text{P}}}                                           |
| Momento magnetico del protone ({\displaystyle \mu _{p}})               | {\displaystyle 1.55223\cdot 10^{18}\,{\mu _{d}}_{\text{P}}}                                            | {\displaystyle 1.55223\cdot 10^{18}\,{\mu _{d}}_{\text{P}}}                                            |
| Costante di Faraday ({\displaystyle F})                                | {\displaystyle 3.02822\cdot 10^{-1}\,{q_{\text{P}}}N_{A}}                                              | {\displaystyle 8.54245\cdot 10^{-2}\,{q_{\text{P}}}N_{A}}                                              |
| Raggio di Bohr ({\displaystyle a_{0}})                                 | {\displaystyle 9.23620\cdot 10^{23}\,l_{\text{P}}}                                                     | {\displaystyle 3.27415\cdot 10^{24}\,l_{\text{P}}}                                                     |
| Magnetone di Bohr ({\displaystyle \mu _{B}})                           | {\displaystyle 1.02051\cdot 10^{21}\,{\frac {{\bf {E}}_{\text{P}}}{{\bf {B}}_{\text{P}}}}}             | {\displaystyle 1.02051\cdot 10^{21}\,{\frac {{\bf {E}}_{\text{P}}}{{\bf {B}}_{\text{P}}}}}             |
| Flusso magnetico quantistico ({\displaystyle \varphi _{0}})            | {\displaystyle 10.3744\,{\phi }_{\text{P}}^{E}}                                                        | {\displaystyle 36.7762\,{\phi }_{\text{P}}^{E}}                                                        |
| Raggio classico dell'elettrone ({\displaystyle r_{e}})                 | {\displaystyle 4.91840\cdot 10^{19}\,l_{\text{P}}}                                                     | {\displaystyle 1.74353\cdot 10^{20}\,l_{\text{P}}}                                                     |
| Lunghezza d'onda Compton dell'elettrone ({\displaystyle \lambda _{c}}) | {\displaystyle 2.71873\cdot 10^{28}\,l_{\text{P}}}                                                     | {\displaystyle 9.63763\cdot 10^{28}\,l_{\text{P}}}                                                     |
| Costante di Rydberg ({\displaystyle R_{\infty }})                      | {\displaystyle 6.28727\cdot 10^{-28}\,l_{\text{P}}^{-1}}                                               | {\displaystyle 1.77361\cdot 10^{-28}\,l_{\text{P}}^{-1}}                                               |
| Costante di Josephson ({\displaystyle K_{J}})                          | {\displaystyle 9.63913\cdot 10^{-2}\,{\frac {1}{\phi _{\text{P}}t_{\text{P}}}}}                        | {\displaystyle 2.71915\cdot 10^{-2}\,{\frac {1}{\phi _{\text{P}}t_{\text{P}}}}}                        |
| Costante di von Klitzing ({\displaystyle R_{K}})                       | {\displaystyle 68.5180\,Z_{\text{P}}}                                                                  | {\displaystyle 861.023\,Z_{\text{P}}}                                                                  |
| Costante di Stefan-Boltzmann ({\displaystyle \sigma })                 | {\displaystyle 1.64493\cdot 10^{-1}\,{\frac {P_{\text{P}}}{l_{\text{P}}^{2}\,\Theta _{\text{P}}^{4}}}} | {\displaystyle 1.64493\cdot 10^{-1}\,{\frac {P_{\text{P}}}{l_{\text{P}}^{2}\,\Theta _{\text{P}}^{4}}}} |

## Semplificazione delle equazioni
Le quantità fisiche che hanno dimensioni diverse (come il tempo e la lunghezza) non possono essere equiparate anche se sono numericamente uguali (1 secondo non è uguale a 1 metro). Nella fisica teorica, tuttavia, questo scrupolo può essere messo da parte, mediante un processo chiamato non dimensionalizzazione. La tabella 6 mostra come l'uso delle unità di Planck semplifichi molte equazioni fondamentali della fisica, poiché conferiscono a ciascuna delle cinque costanti fondamentali, e prodotti di esse, un semplice valore numerico pari a {\displaystyle 1}, mentre nel sistema SI le unità devono essere contabilizzate. Nella forma non dimensionata le unità, che ora sono unità di Planck, non devono essere scritte se ne viene compreso l'uso.

| Nome | Equazione | Unità Naturali di Planck | Unità Naturali di Planck |
| Nome | Equazione | Versione Lorentz–Heaviside | Versione Gaussian |
| --- | --- | --- | --- |
| | | | |
| Proprietà delle Forze | | | |
| Legge di gravitazione universale di Newton | {\displaystyle F_{_{N}}=-G\,{\frac {m_{1}m_{2}}{r^{2}}}} | {\displaystyle F=-{\frac {m_{1}m_{2}}{4\pi r^{2}}}} | {\displaystyle F={\frac {m_{1}m_{2}}{r^{2}}}} |
| Forza di Coulomb per cariche elettriche | {\displaystyle F_{e}=k_{e}{\frac {q_{1}q_{2}}{r^{2}}}={\frac {_{1}}{4\pi \varepsilon _{0}}}{\frac {q_{1}q_{2}}{r^{2}}}} | {\displaystyle F={\frac {q_{1}q_{2}}{4\pi r^{2}}}} | {\displaystyle F={\frac {q_{1}q_{2}}{r^{2}}}} |
| Forza di Coulomb per cariche magnetiche | {\displaystyle F_{m}=k_{m}{\frac {b_{1}b_{2}}{r^{2}}}={\frac {\mu _{0}}{4\pi }}{\frac {b_{1}b_{2}}{r^{2}}}} | {\displaystyle F={\frac {b_{1}b_{2}}{4\pi \,r^{2}}}} | {\displaystyle F={\frac {b_{1}b_{2}}{r^{2}}}} |
| Forza Entropica | {\displaystyle F_{\Theta }\Delta x={T}\,\Delta \,{\bf {S}}} {\displaystyle F_{\Theta }=-{\frac {G\,k_{B}^{2}}{c^{4}}}{\frac {\Theta _{1}\Theta _{2}}{r^{2}}}} {\displaystyle F_{\Theta }={\frac {k_{B}^{2}}{\hbar c}}\Theta _{1}\Theta _{2}\equiv {\frac {\pi \,\mu _{0}}{\alpha \,c^{2}}}\,{\Theta _{1}\Theta _{2}}} | {\displaystyle F_{\Theta }=-{k_{B}^{2}}{\frac {\Theta _{1}\Theta _{2}}{4\pi \,r^{2}}}} | {\displaystyle F_{\Theta }=-{k_{B}^{2}}{\frac {\Theta _{1}\Theta _{2}}{r^{2}}}} |
| Gravità Entropica proposto da Erik Verlinde e Ted Jacobson | {\displaystyle F_{\Phi }={\frac {F_{_{N}}}{N}}={\frac {F_{_{N}}\,4\pi \,r^{2}\,\Theta }{l_{P}^{2}\,T_{_{uruh}}}}=m{\frac {4\pi c}{\hbar }}{\frac {E}{N}}=m{\frac {4\pi c^{3}}{\hbar }}{\frac {M}{N}}=m\,4\pi {\frac {GM}{r^{2}}}=G{\frac {mM}{r^{2}}}} {\displaystyle N={\frac {A_{BH}}{\ell _{P}^{2}}}={\frac {4\pi \,r^{2}}{l_{P}^{2}}}={\frac {4\pi \,r^{2}c^{3}}{\hbar \,G}}} {\displaystyle F_{\Phi }={\frac {F_{\Theta }}{F_{e}}}=-{\frac {G\,k_{B}^{2}}{c^{4}\,k_{e}}}{\frac {\Theta _{1}\Theta _{2}}{q_{1}q_{2}}}} {\displaystyle F_{\Phi }={\frac {\Phi ^{2}\,F_{\Theta }}{F_{_{N}}}}={\frac {k_{B}^{2}}{G}}{\frac {\Theta _{1}\Theta _{2}}{m_{1}m_{2}}}} {\displaystyle F_{\Phi }=-{\frac {k_{B}^{2}}{k_{e}}}={\frac {\Theta _{1}\Theta _{2}}{q_{1}q_{2}}}} | {\displaystyle F_{\Phi }={\frac {F_{_{N}}}{N}}={\frac {F_{_{N}}\,4\pi \,r^{2}\,\Theta }{l_{P}^{2}\,T_{_{uruh}}}}=m{\frac {4\pi c}{\hbar }}{\frac {E}{N}}=m{\frac {4\pi c^{3}}{\hbar }}{\frac {M}{N}}=m\,4\pi {\frac {GM}{r^{2}}}=G{\frac {mM}{r^{2}}}} {\displaystyle N={\frac {A_{BH}}{\ell _{P}^{2}}}={\frac {4\pi \,r^{2}}{l_{P}^{2}}}={\frac {4\pi \,r^{2}c^{3}}{\hbar \,G}}} {\displaystyle F_{\Phi }={\frac {F_{\Theta }}{F_{e}}}=-{\frac {G\,k_{B}^{2}}{c^{4}\,k_{e}}}{\frac {\Theta _{1}\Theta _{2}}{q_{1}q_{2}}}} {\displaystyle F_{\Phi }={\frac {\Phi ^{2}\,F_{\Theta }}{F_{_{N}}}}={\frac {k_{B}^{2}}{G}}{\frac {\Theta _{1}\Theta _{2}}{m_{1}m_{2}}}} {\displaystyle F_{\Phi }=-{\frac {k_{B}^{2}}{k_{e}}}={\frac {\Theta _{1}\Theta _{2}}{q_{1}q_{2}}}} | {\displaystyle F_{\Phi }={\frac {F_{_{N}}}{N}}={\frac {F_{_{N}}\,4\pi \,r^{2}\,\Theta }{l_{P}^{2}\,T_{_{uruh}}}}=m{\frac {4\pi c}{\hbar }}{\frac {E}{N}}=m{\frac {4\pi c^{3}}{\hbar }}{\frac {M}{N}}=m\,4\pi {\frac {GM}{r^{2}}}=G{\frac {mM}{r^{2}}}} {\displaystyle N={\frac {A_{BH}}{\ell _{P}^{2}}}={\frac {4\pi \,r^{2}}{l_{P}^{2}}}={\frac {4\pi \,r^{2}c^{3}}{\hbar \,G}}} {\displaystyle F_{\Phi }={\frac {F_{\Theta }}{F_{e}}}=-{\frac {G\,k_{B}^{2}}{c^{4}\,k_{e}}}{\frac {\Theta _{1}\Theta _{2}}{q_{1}q_{2}}}} {\displaystyle F_{\Phi }={\frac {\Phi ^{2}\,F_{\Theta }}{F_{_{N}}}}={\frac {k_{B}^{2}}{G}}{\frac {\Theta _{1}\Theta _{2}}{m_{1}m_{2}}}} {\displaystyle F_{\Phi }=-{\frac {k_{B}^{2}}{k_{e}}}={\frac {\Theta _{1}\Theta _{2}}{q_{1}q_{2}}}} |
| Proprietà dei Quanti | | | |
| Energia di un fotone o dell'impulso di una particella {\displaystyle {\nu }-{\omega }} | {\displaystyle {E=h\nu }\ } {\displaystyle {E=\hbar \omega }\ } {\displaystyle E=\hbar \omega =h\nu ={\frac {hc}{\lambda }}} | {\displaystyle {E=2\pi \nu }\ } {\displaystyle {E=\omega }\ } {\displaystyle E=\omega =2\pi \nu ={\frac {2\pi }{\lambda }}} | {\displaystyle {E=2\pi \nu }\ } {\displaystyle {E=\omega }\ } {\displaystyle E=\omega =2\pi \nu ={\frac {2\pi }{\lambda }}} |
| Momento di un fotone | {\displaystyle p=\hbar \,k={\frac {h\nu }{c}}={\frac {h}{\lambda }}} | {\displaystyle p=k=2\pi \nu ={\frac {2\pi }{\lambda }}} | {\displaystyle p=k=2\pi \nu ={\frac {2\pi }{\lambda }}} |
| Lunghezza d'onda e lunghezza d'onda Compton e Ipotesi di de Broglie (come materia d'onda) | {\displaystyle \lambda ={\frac {h}{mv}}={\frac {2\pi \hbar }{mv}}} {\displaystyle \lambda _{2\pi }={\frac {\hbar }{mv}}} | {\displaystyle \lambda ={\frac {2\pi }{mv}}}{\displaystyle \lambda _{2\pi }={\frac {1}{mv}}} | {\displaystyle \lambda ={\frac {2\pi }{mv}}}{\displaystyle \lambda _{2\pi }={\frac {1}{mv}}} |
| La formula e lunghezza d'onda Compton e Ipotesi di de Broglie | {\displaystyle \lambda ={\frac {h}{m\,c}}={\frac {2\pi \hbar }{m\,c}}} {\displaystyle \lambda _{2\pi }={\frac {\hbar }{m\,c}}} | {\displaystyle \lambda ={\frac {2\pi }{m\,c}}} {\displaystyle \lambda _{2\pi }={\frac {_{1}}{m\,c}}} | {\displaystyle \lambda ={\frac {2\pi }{m\,c}}} {\displaystyle \lambda _{2\pi }={\frac {_{1}}{m\,c}}} |
| La celebre formula E=mc² di Einstein | {\displaystyle {E=mc^{2}}\ } | {\displaystyle {E=m}\ } | {\displaystyle {E=m}\ } |
| Relazione energia-momento | {\displaystyle E^{2}=m^{2}c^{4}+p^{2}c^{2}\;} | {\displaystyle E^{2}=m^{2}+p^{2}\;} | {\displaystyle E^{2}=m^{2}+p^{2}\;} |
| Principio di indeterminazione di Heisenberg | {\displaystyle \Delta x\cdot \Delta p\geq {\frac {\hbar }{2}}} | {\displaystyle \Delta x\cdot \Delta p\geq {\frac {1}{2}}} | {\displaystyle \Delta x\cdot \Delta p\geq {\frac {1}{2}}} |
| Equazione di Schrödinger in forma Hamiltoniana | {\displaystyle i\hbar {\frac {\partial }{\partial t}}\psi =H\cdot \psi } | {\displaystyle i{\frac {\partial }{\partial t}}\psi =H\cdot \psi } | {\displaystyle i{\frac {\partial }{\partial t}}\psi =H\cdot \psi } |
| Forma di Hamilton dell'Equazione di Schrödinger | {\displaystyle H\left\|\psi _{t}\right\rangle =i\hbar {\frac {\partial }{\partial t}}\left\|\psi _{t}\right\rangle } | {\displaystyle H\left\|\psi _{t}\right\rangle =i{\frac {\partial }{\partial t}}\left\|\psi _{t}\right\rangle } | {\displaystyle H\left\|\psi _{t}\right\rangle =i{\frac {\partial }{\partial t}}\left\|\psi _{t}\right\rangle } |
| Forma covariante dell'Equazione di Dirac | {\displaystyle \ (\hbar \gamma ^{\mu }\partial _{\mu }+imc)\psi =0} | {\displaystyle \ (\gamma ^{\mu }\partial _{\mu }+im)\psi =0} | {\displaystyle \ (\gamma ^{\mu }\partial _{\mu }+im)\psi =0} |
| Equazione di Schrödinger | {\displaystyle -{\frac {\hbar ^{2}}{2m}}\nabla ^{2}\psi (\mathbf {r} ,t)+V(\mathbf {r} )\psi (\mathbf {r} ,t)=i\hbar {\frac {\partial \psi }{\partial t}}(\mathbf {r} ,t)} | {\displaystyle -{\frac {1}{2m}}\nabla ^{2}\psi (\mathbf {r} ,t)+V(\mathbf {r} )\psi (\mathbf {r} ,t)=i{\frac {\partial \psi }{\partial t}}(\mathbf {r} ,t)} | {\displaystyle -{\frac {1}{2m}}\nabla ^{2}\psi (\mathbf {r} ,t)+V(\mathbf {r} )\psi (\mathbf {r} ,t)=i{\frac {\partial \psi }{\partial t}}(\mathbf {r} ,t)} |
| Proprietà Atomiche | | | |
| Costante di struttura fine | {\displaystyle \alpha ={\frac {e^{2}}{4\pi \varepsilon _{0}\hbar c}}={\frac {e^{2}}{2\varepsilon _{0}hc}}={\frac {ke^{2}}{\hbar c}}} | {\displaystyle {4\alpha }} | {\displaystyle {\frac {\alpha }{\pi }}} |
| Costante di accoppiamento gravitazionale | {\displaystyle \alpha _{\mathrm {G} }={\frac {G\,m_{\mathrm {e} }^{2}}{\hbar \,c}}=\left({\frac {m_{\mathrm {e} }}{m_{\mathrm {P} }}}\right)^{2}} | {\displaystyle \alpha _{\mathrm {G} }={\frac {G\,m_{\mathrm {e} }^{2}}{\hbar \,c}}=\left({\frac {m_{\mathrm {e} }}{m_{\mathrm {P} }}}\right)^{2}} | {\displaystyle \alpha _{\mathrm {G} }={\frac {G\,m_{\mathrm {e} }^{2}}{\hbar \,c}}=\left({\frac {m_{\mathrm {e} }}{m_{\mathrm {P} }}}\right)^{2}} |
| Elettronvolt | {\displaystyle {eV}=\phi \,\,q={1}_{_{volt}}\,e} | {\displaystyle {eV}=\phi \,\,q={1}_{_{volt}}\,e} | {\displaystyle {eV}=\phi \,\,q={1}_{_{volt}}\,e} |
| Flusso magnetico: costante di Josephson KJ | {\displaystyle K_{J}={\frac {e}{\pi \hbar }}} | {\displaystyle K_{J}={\sqrt {\frac {4\alpha }{\pi }}}} | {\displaystyle K_{J}={\frac {\sqrt {\alpha }}{\pi }}} |
| Effetto Hall quantistico: costante di Von Klitzing RK | {\displaystyle R_{K}={\frac {2\pi \,\hbar }{e^{2}}}} | {\displaystyle R_{K}={\frac {_{1}}{2\,\alpha }}} | {\displaystyle R_{K}={\frac {2\pi }{\alpha }}} |
| Raggio di Bohr di un atomo | {\displaystyle a_{0}={\frac {4\pi \,\varepsilon _{0}\hbar ^{2}}{m_{\text{e}}e^{2}}}={\frac {\hbar }{m_{\text{e}}c\,\alpha }}} | {\displaystyle a_{0}={\frac {_{1}}{\sqrt {4\pi \,\alpha ^{2}\alpha _{G}}}}} | {\displaystyle a_{0}={\frac {_{1}}{\sqrt {\alpha ^{2}\alpha _{G}}}}} |
| Nucleo magnetico di Bhor | {\displaystyle \mu _{\mathbf {B} }={\frac {e\,\hbar }{2\,m_{e}}}} | {\displaystyle \mu _{\mathbf {B} }={\sqrt {\frac {\alpha }{4\,\alpha _{G}}}}} | {\displaystyle \mu _{\mathbf {B} }={\sqrt {\frac {\alpha }{4\,\alpha _{G}}}}} |
| Costante di Rydberg R∞ | {\displaystyle R_{\infty }={\frac {m_{\text{e}}e^{4}}{8\varepsilon _{0}^{2}h^{3}c}}={\frac {\alpha ^{2}m_{\text{e}}c}{4\pi \,\hbar }}} | {\displaystyle R_{\infty }={\sqrt {\frac {\alpha ^{4}\alpha _{G}}{4\pi }}}} | {\displaystyle R_{\infty }={\sqrt {\frac {\alpha ^{4}\alpha _{G}}{4\pi }}}} |
| Rapporto di carica-massa dell'elettrone | {\displaystyle \xi _{e}={\frac {e}{m_{e}}}={\sqrt {\frac {\alpha \,G}{k_{e}\alpha _{G}}}}={\sqrt {\frac {4\pi \varepsilon _{0}G\,\alpha }{\alpha _{G}}}}} | {\displaystyle \xi _{e}={\sqrt {\frac {\alpha }{\alpha _{G}}}}} | {\displaystyle \xi _{e}={\sqrt {\frac {\alpha }{\alpha _{G}}}}} |
| Costante di Avogadro NA | {\displaystyle N_{A}={\frac {R}{k_{B}}}} {\displaystyle n_{0}={\frac {p_{0}N_{\rm {A}}}{R\,T_{0}}}{\frac {R}{k_{B}}}} | {\displaystyle N_{A}={\frac {R}{k_{B}}}} {\displaystyle n_{0}={\frac {p_{0}N_{\rm {A}}}{R\,T_{0}}}{\frac {R}{k_{B}}}} | {\displaystyle N_{A}={\frac {R}{k_{B}}}} {\displaystyle n_{0}={\frac {p_{0}N_{\rm {A}}}{R\,T_{0}}}{\frac {R}{k_{B}}}} |
| Costante di Faraday Fe | {\displaystyle N\,q=N_{A}\,e} | {\displaystyle N\,q=N_{A}\,e} | {\displaystyle N\,q=N_{A}\,e} |
| Proprietà Termodinamiche | | | |
| Beta termodinamica, temperatura inversa ''β'' | {\displaystyle \beta ={\frac {_{1}}{k_{B}T}}} | {\displaystyle \beta ={\frac {_{1}}{k_{B}T}}} | {\displaystyle \beta ={\frac {_{1}}{k_{B}T}}} |
| Temperature termodinamica ''Θ, T'' | {\displaystyle \Theta =\tau =k_{B}T} {\displaystyle \Theta =k_{B}{\frac {\partial U}{\partial S}}_{N}} {\displaystyle \Theta ^{-1}={\frac {_{1}}{k_{B}}}{\frac {\partial S}{\partial U}}_{N}} | {\displaystyle \Theta =\tau =k_{B}T} {\displaystyle \Theta =k_{B}{\frac {\partial U}{\partial S}}_{N}} {\displaystyle \Theta ^{-1}={\frac {_{1}}{k_{B}}}{\frac {\partial S}{\partial U}}_{N}} | {\displaystyle \Theta =\tau =k_{B}T} {\displaystyle \Theta =k_{B}{\frac {\partial U}{\partial S}}_{N}} {\displaystyle \Theta ^{-1}={\frac {_{1}}{k_{B}}}{\frac {\partial S}{\partial U}}_{N}} |
| Entropia ''S'' | {\displaystyle S=-k_{B}\sum _{i}p_{i}\ln p_{i}} {\displaystyle S=-{\frac {\partial F}{\partial \,T}}_{V}} {\displaystyle S=-{\frac {\partial G}{\partial \,T}}_{N,P}} | {\displaystyle S=-k_{B}\sum _{i}p_{i}\ln p_{i}} {\displaystyle S=-{\frac {\partial F}{\partial \,T}}_{V}} {\displaystyle S=-{\frac {\partial G}{\partial \,T}}_{N,P}} | {\displaystyle S=-k_{B}\sum _{i}p_{i}\ln p_{i}} {\displaystyle S=-{\frac {\partial F}{\partial \,T}}_{V}} {\displaystyle S=-{\frac {\partial G}{\partial \,T}}_{N,P}} |
| Entropia dell'informazione di Shannon | {\displaystyle \mathrm {H} (X)=-\sum _{i=1}^{n}{\mathrm {P} (x_{i})\log _{b}\mathrm {P} (x_{i})}} | {\displaystyle \mathrm {H} (X)=-\sum _{i=1}^{n}{\mathrm {P} (x_{i})\log _{b}\mathrm {P} (x_{i})}} | {\displaystyle \mathrm {H} (X)=-\sum _{i=1}^{n}{\mathrm {P} (x_{i})\log _{b}\mathrm {P} (x_{i})}} |
| Pressione ''p'' | {\displaystyle p=-{\frac {\partial F}{\partial \,V}}_{T,N}} {\displaystyle p=-{\frac {\partial U}{\partial \,V}}_{S,N}} | {\displaystyle p=-{\frac {\partial F}{\partial \,V}}_{T,N}} {\displaystyle p=-{\frac {\partial U}{\partial \,V}}_{S,N}} | {\displaystyle p=-{\frac {\partial F}{\partial \,V}}_{T,N}} {\displaystyle p=-{\frac {\partial U}{\partial \,V}}_{S,N}} |
| Energia interna ''U'' | {\displaystyle U=\sum _{i}E_{i}} | {\displaystyle U=\sum _{i}E_{i}} | {\displaystyle U=\sum _{i}E_{i}} |
| Entalpia ''H'' | {\displaystyle H=U+pV} | {\displaystyle H=U+pV} | {\displaystyle H=U+pV} |
| Funzione di partizione (meccanica statistica) ''Z'' | {\displaystyle Z} | {\displaystyle Z} | {\displaystyle Z} |
| Energia libera di Gibbs ''G'' | {\displaystyle G=H-TS} | {\displaystyle G=H-TS} | {\displaystyle G=H-TS} |
| Energia libera di Helmholtz ''F'' | {\displaystyle F=U-TS} | {\displaystyle F=U-TS} | {\displaystyle F=U-TS} |
| Energia libera di Landau, grande potenziale | {\displaystyle \Omega _{G}=U-TS-\mu N} | {\displaystyle \Omega _{G}=U-TS-\mu N} | {\displaystyle \Omega _{G}=U-TS-\mu N} |
| Potenziale di Massieu, entropia libera di Helmholtz | {\displaystyle \phi _{F}=S-{\frac {U}{T}}} | {\displaystyle \phi _{F}=S-{\frac {U}{T}}} | {\displaystyle \phi _{F}=S-{\frac {U}{T}}} |
| Potenziale di Planck, entropia libera di Gibbs | {\displaystyle \Xi =\Phi -p{\frac {V}{T}}} | {\displaystyle \Xi =\Phi -p{\frac {V}{T}}} | {\displaystyle \Xi =\Phi -p{\frac {V}{T}}} |
| Relazioni di Maxwell: - {\displaystyle U(S,V)\,} = Energia interna - {\displaystyle H(S,P)\,} = Entalpia - {\displaystyle F(T,V)\,} = Energia libera di Helmholtz - {\displaystyle G(T,P)\,} = Energia libera di Gibbs | {\displaystyle \left({\frac {\partial T}{\partial V}}\right)_{S}=-\left({\frac {\partial P}{\partial S}}\right)_{V}={\frac {\partial ^{2}U}{\partial S\partial V}}} {\displaystyle +\left({\frac {\partial S}{\partial V}}\right)_{T}=\left({\frac {\partial P}{\partial T}}\right)_{V}=-{\frac {\partial ^{2}F}{\partial T\partial V}}} {\displaystyle -\left({\frac {\partial S}{\partial P}}\right)_{T}=\left({\frac {\partial V}{\partial T}}\right)_{P}={\frac {\partial ^{2}G}{\partial T\partial P}}} | {\displaystyle \left({\frac {\partial T}{\partial V}}\right)_{S}=-\left({\frac {\partial P}{\partial S}}\right)_{V}={\frac {\partial ^{2}U}{\partial S\partial V}}} {\displaystyle +\left({\frac {\partial S}{\partial V}}\right)_{T}=\left({\frac {\partial P}{\partial T}}\right)_{V}=-{\frac {\partial ^{2}F}{\partial T\partial V}}} {\displaystyle -\left({\frac {\partial S}{\partial P}}\right)_{T}=\left({\frac {\partial V}{\partial T}}\right)_{P}={\frac {\partial ^{2}G}{\partial T\partial P}}} | {\displaystyle \left({\frac {\partial T}{\partial V}}\right)_{S}=-\left({\frac {\partial P}{\partial S}}\right)_{V}={\frac {\partial ^{2}U}{\partial S\partial V}}} {\displaystyle +\left({\frac {\partial S}{\partial V}}\right)_{T}=\left({\frac {\partial P}{\partial T}}\right)_{V}=-{\frac {\partial ^{2}F}{\partial T\partial V}}} {\displaystyle -\left({\frac {\partial S}{\partial P}}\right)_{T}=\left({\frac {\partial V}{\partial T}}\right)_{P}={\frac {\partial ^{2}G}{\partial T\partial P}}} |
| Potenziale chimico {\displaystyle \mu _{i}} | {\displaystyle \mu _{i}=\left({\frac {\partial U}{\partial N_{i}}}\right)_{N_{j\neq i},S,V}} {\displaystyle \mu _{i}=\left({\frac {\partial F}{\partial N_{i}}}\right)_{T,V}} Dove F non è proporzionale di N perché μ_i dipende dalla pressione. {\displaystyle \mu _{i}=\left({\frac {\partial G}{\partial N_{i}}}\right)_{T,P}} Dove G è proporzionale a N (purché la composizione del rapporto molare del sistema rimanga la stessa) perché μ_i dipende solo dalla temperatura, dalla pressione e dalla composizione. {\displaystyle {\frac {\mu _{i}}{\tau }}=-{\frac {_{1}}{k_{B}}}\left({\frac {\partial S}{\partial N_{i}}}\right)_{U,V}} | {\displaystyle \mu _{i}=\left({\frac {\partial U}{\partial N_{i}}}\right)_{N_{j\neq i},S,V}} {\displaystyle \mu _{i}=\left({\frac {\partial F}{\partial N_{i}}}\right)_{T,V}} Dove F non è proporzionale di N perché μ_i dipende dalla pressione. {\displaystyle \mu _{i}=\left({\frac {\partial G}{\partial N_{i}}}\right)_{T,P}} Dove G è proporzionale a N (purché la composizione del rapporto molare del sistema rimanga la stessa) perché μ_i dipende solo dalla temperatura, dalla pressione e dalla composizione. {\displaystyle {\frac {\mu _{i}}{\tau }}=-{\frac {_{1}}{k_{B}}}\left({\frac {\partial S}{\partial N_{i}}}\right)_{U,V}} | {\displaystyle \mu _{i}=\left({\frac {\partial U}{\partial N_{i}}}\right)_{N_{j\neq i},S,V}} {\displaystyle \mu _{i}=\left({\frac {\partial F}{\partial N_{i}}}\right)_{T,V}} Dove F non è proporzionale di N perché μ_i dipende dalla pressione. {\displaystyle \mu _{i}=\left({\frac {\partial G}{\partial N_{i}}}\right)_{T,P}} Dove G è proporzionale a N (purché la composizione del rapporto molare del sistema rimanga la stessa) perché μ_i dipende solo dalla temperatura, dalla pressione e dalla composizione. {\displaystyle {\frac {\mu _{i}}{\tau }}=-{\frac {_{1}}{k_{B}}}\left({\frac {\partial S}{\partial N_{i}}}\right)_{U,V}} |
| Calore generale, capacità termica | {\displaystyle C={\frac {\partial Q}{\partial T}}} | {\displaystyle C={\frac {\partial Q}{\partial T}}} | {\displaystyle C={\frac {\partial Q}{\partial T}}} |
| capacità termica (isobarica) | {\displaystyle C_{p}={\frac {\partial H}{\partial T}}} | {\displaystyle C_{p}={\frac {\partial H}{\partial T}}} | {\displaystyle C_{p}={\frac {\partial H}{\partial T}}} |
| Calore specifico (isobarica) | {\displaystyle C_{mp}={\frac {\partial ^{2}Q}{\partial m\,\partial T}}} | {\displaystyle C_{mp}={\frac {\partial ^{2}Q}{\partial m\,\partial T}}} | {\displaystyle C_{mp}={\frac {\partial ^{2}Q}{\partial m\,\partial T}}} |
| Calore specifico molare (isobarica) | {\displaystyle C_{np}={\frac {\partial ^{2}Q}{\partial n\,\partial T}}} | {\displaystyle C_{np}={\frac {\partial ^{2}Q}{\partial n\,\partial T}}} | {\displaystyle C_{np}={\frac {\partial ^{2}Q}{\partial n\,\partial T}}} |
| capacità termica (isocorica/volumetrica) | {\displaystyle C_{V}={\frac {\partial U}{\partial T}}} | {\displaystyle C_{V}={\frac {\partial U}{\partial T}}} | {\displaystyle C_{V}={\frac {\partial U}{\partial T}}} |
| Calore specifico (isocorica) | {\displaystyle C_{mV}={\frac {\partial ^{2}Q}{\partial m\,\partial T}}} | {\displaystyle C_{mV}={\frac {\partial ^{2}Q}{\partial m\,\partial T}}} | {\displaystyle C_{mV}={\frac {\partial ^{2}Q}{\partial m\,\partial T}}} |
| Calore specifico molare (isocorica) | {\displaystyle C_{nV}={\frac {\partial ^{2}Q}{\partial n\,\partial T}}} | {\displaystyle C_{nV}={\frac {\partial ^{2}Q}{\partial n\,\partial T}}} | {\displaystyle C_{nV}={\frac {\partial ^{2}Q}{\partial n\,\partial T}}} |
| Calore specifico latente | {\displaystyle L={\frac {\partial Q}{\partial m}}} | {\displaystyle L={\frac {\partial Q}{\partial m}}} | {\displaystyle L={\frac {\partial Q}{\partial m}}} |
| Rapporto tra capacità di calore isobarica e isocorica, rapporto di capacità termica, indice adiabatico. Rapporto di Mayer                                                                                              | {\displaystyle \gamma ={\frac {C_{p}}{c_{V}}}={\frac {c_{p}}{c_{V}}}={\frac {C_{mp}}{c_{mV}}}} | {\displaystyle \gamma ={\frac {C_{p}}{c_{V}}}={\frac {c_{p}}{c_{V}}}={\frac {C_{mp}}{c_{mV}}}} | {\displaystyle \gamma ={\frac {C_{p}}{c_{V}}}={\frac {c_{p}}{c_{V}}}={\frac {C_{mp}}{c_{mV}}}} |
| Gradiente della temperatura | {\displaystyle \nabla \cdot T} | {\displaystyle \nabla \cdot T} | {\displaystyle \nabla \cdot T} |
| Velocità di conduzione termica, corrente termica, flusso termico, potenza di calore. | {\displaystyle P=\mathrm {d} Q/\mathrm {d} t} | {\displaystyle P=\mathrm {d} Q/\mathrm {d} t} | {\displaystyle P=\mathrm {d} Q/\mathrm {d} t} |
| Intensità di calore | {\displaystyle I=\mathrm {d} P/\mathrm {d} A} | {\displaystyle I=\mathrm {d} P/\mathrm {d} A} | {\displaystyle I=\mathrm {d} P/\mathrm {d} A} |
| Densità del flusso termico (analogo vettoriale dell'intensità termica sopra) | {\displaystyle Q=\iint \mathbf {q} \cdot \mathrm {d} \mathbf {S} \mathrm {d} t} | {\displaystyle Q=\iint \mathbf {q} \cdot \mathrm {d} \mathbf {S} \mathrm {d} t} | {\displaystyle Q=\iint \mathbf {q} \cdot \mathrm {d} \mathbf {S} \mathrm {d} t} |
| Proprietà Quantistiche Termiche | {\displaystyle U=Nk_{B}T^{2}\left({\frac {\partial \ln Z}{\partial T}}\right)_{V}} {\displaystyle S={\frac {U}{T}}+N} {\displaystyle {\ce {S={\frac {U}{T}}+Nk_{B}\ln Z-Nk\ln N+Nk}}} | {\displaystyle U=Nk_{B}T^{2}\left({\frac {\partial \ln Z}{\partial T}}\right)_{V}} {\displaystyle S={\frac {U}{T}}+N} {\displaystyle {\ce {S={\frac {U}{T}}+Nk_{B}\ln Z-Nk\ln N+Nk}}} | {\displaystyle U=Nk_{B}T^{2}\left({\frac {\partial \ln Z}{\partial T}}\right)_{V}} {\displaystyle S={\frac {U}{T}}+N} {\displaystyle {\ce {S={\frac {U}{T}}+Nk_{B}\ln Z-Nk\ln N+Nk}}} |
| Grado di libertà Funzione di partizione | {\displaystyle Z_{t}={\frac {(2\pi mk_{B}T)^{\frac {3}{2}}V}{h^{3}}}} Traslazione {\displaystyle Z_{v}={\frac {1}{1-e^{\frac {-h\omega }{2\pi k_{B}T}}}}} Vibrazione {\displaystyle Z_{r}={\frac {2Ik_{B}T}{\sigma ({\frac {h}{2\pi }})^{2}}}} Rotazione | {\displaystyle Z_{t}={\frac {(2\pi mk_{B}T)^{\frac {3}{2}}V}{h^{3}}}} Traslazione {\displaystyle Z_{v}={\frac {1}{1-e^{\frac {-h\omega }{2\pi k_{B}T}}}}} Vibrazione {\displaystyle Z_{r}={\frac {2Ik_{B}T}{\sigma ({\frac {h}{2\pi }})^{2}}}} Rotazione | {\displaystyle Z_{t}={\frac {(2\pi mk_{B}T)^{\frac {3}{2}}V}{h^{3}}}} Traslazione {\displaystyle Z_{v}={\frac {1}{1-e^{\frac {-h\omega }{2\pi k_{B}T}}}}} Vibrazione {\displaystyle Z_{r}={\frac {2Ik_{B}T}{\sigma ({\frac {h}{2\pi }})^{2}}}} Rotazione |
| Definizione della temperatura per l'energia d'una particella per grado di libertà | {\displaystyle {E={\frac {1}{2}}k_{B}\Theta }\ } | {\displaystyle {E={\frac {1}{2}}\Theta }\ } | {\displaystyle {E={\frac {1}{2}}\Theta }\ } |
| Legge di Boltzmann per l'entropia | {\displaystyle {S=k_{B}\ln \Omega }\ } | {\displaystyle {S=\ln \Omega }\ } | {\displaystyle {S=\ln \Omega }\ } |
| Legge di Planck (intensità di superficie per unità d'angolo solido per unità di frequenza angolare) per un corpo nero a temperatura Θ.                                                                                 | {\displaystyle I(\omega ,\Theta )={\frac {\hbar \omega ^{3}}{4\pi ^{3}c^{2}}}~{\frac {1}{e^{\frac {\hbar \omega }{k_{B}\Theta }}-1}}} | {\displaystyle I(\omega ,\Theta )={\frac {\omega ^{3}}{4\pi ^{3}}}~{\frac {1}{e^{\omega /\Theta }-1}}} | {\displaystyle I(\omega ,\Theta )={\frac {\omega ^{3}}{4\pi ^{3}}}~{\frac {1}{e^{\omega /\Theta }-1}}} |
| Costante dei gas | {\displaystyle R=N_{\rm {A}}k_{B}} {\displaystyle R={\frac {PV}{nT}}} | {\displaystyle R=N_{\rm {A}}k_{B}} {\displaystyle R={\frac {PV}{nT}}} | {\displaystyle R=N_{\rm {A}}k_{B}} {\displaystyle R={\frac {PV}{nT}}} |
| Equazione di stato dei gas perfetti | {\displaystyle P\,V=n\,R\,T=N\,k_{\text{B}}T} | {\displaystyle P\,V=N\,T} | {\displaystyle P\,V=N\,T} |
| Equazioni medie della velocità dei gas | {\displaystyle v_{rms}={\sqrt {\frac {3RT}{M}}}={\sqrt {\frac {3k_{\text{B}}T}{m}}}} | {\displaystyle v_{rms}={\sqrt {\frac {3T}{m}}}} | {\displaystyle v_{rms}={\sqrt {\frac {3T}{m}}}} |
| Teoria cinetica dei gas | {\displaystyle \Sigma {\frac {1}{2}}mv^{2}={\frac {3}{2}}Nk_{\text{B}}T} | {\displaystyle \Sigma {\frac {1}{2}}mv^{2}={\frac {3}{2}}NT} | {\displaystyle \Sigma {\frac {1}{2}}mv^{2}={\frac {3}{2}}NT} |
| Legge di Wien per la temperatura W = 4.965114231744276303698759131322893944... | {\displaystyle T\cdot \lambda _{max}={\frac {C_{2}}{_{W}}}={\frac {h\,c}{k_{B}{_{{\bigl [}5+W(-5e^{-5}){\bigr ]}}}}}} | {\displaystyle T\cdot \lambda _{max}={\frac {C_{2}}{_{W}}}={\frac {h\,c}{k_{B}{_{{\bigl [}5+W(-5e^{-5}){\bigr ]}}}}}} | {\displaystyle T\cdot \lambda _{max}={\frac {C_{2}}{_{W}}}={\frac {h\,c}{k_{B}{_{{\bigl [}5+W(-5e^{-5}){\bigr ]}}}}}} |
| Costante di prima radiazione C1L | {\displaystyle C_{1\,L}=2\,{h\,c^{2}}} | {\displaystyle C_{1\,L}=2\,{h\,c^{2}}} | {\displaystyle C_{1\,L}=2\,{h\,c^{2}}} |
| Località di Planck, seconda radiazione costante | {\displaystyle C_{2}={\frac {h\,c}{k_{B}}}} | {\displaystyle C_{2}={\frac {_{1}}{4\pi \,k_{B}}}} | {\displaystyle C_{2}={\frac {_{1}}{k_{B}}}} |
| Costante di Stefan-Boltzmann | {\displaystyle \sigma ={\frac {\pi ^{2}k_{B}^{4}}{60\hbar ^{3}c^{2}}}} | {\displaystyle \ \sigma =\pi ^{2}/60} | {\displaystyle \ \sigma =\pi ^{2}/60} |
| Effetto Unruh per la temperatura | {\displaystyle \Theta =T={\frac {\hbar a}{2\pi ck_{B}}}} | {\displaystyle \Theta =T={\frac {a}{2\pi }}} | {\displaystyle \Theta =T={\frac {a}{2\pi }}} |
| Energia termica delle particelle libere | {\displaystyle {E={\tfrac {1}{2}}k_{\text{B}}T}\ } | {\displaystyle {E={\tfrac {1}{2}}T}\ } | {\displaystyle {E={\tfrac {1}{2}}T}\ } |
| Legge di Boltzmann per entropia | {\displaystyle {S=k_{\text{B}}\ln \Omega }\ } | {\displaystyle {S=\ln \Omega }\ } | {\displaystyle {S=\ln \Omega }\ } |
| Temperatura di Hawking per i buchi neri | {\displaystyle T_{H}={\frac {\hbar }{ck_{\mathrm {B} }}}{\frac {\kappa }{2\pi }}} {\displaystyle T_{H}={\frac {\hbar c^{3}}{8\pi GMk_{B}}}} | {\displaystyle T_{H}={\frac {1}{2M}}} | {\displaystyle T_{H}={\frac {1}{8\pi M}}} |
| Accelerazione di superficie per i buchi neri | {\displaystyle k={\frac {\hbar c^{3}}{4GMk_{B}}}} | {\displaystyle k={\frac {1}{4M}}} | {\displaystyle k={\frac {1}{4M}}} |
| Entropia dei buchi neri di Bekenstein-Hawking | {\displaystyle S_{BH}={\frac {A_{BH}k_{B}c^{3}}{4G\hbar }}={\frac {4\pi m_{BH}^{2}k_{B}G}{\hbar c}}} | {\displaystyle S_{BH}=\pi A_{BH}=m_{BH}^{2}} | {\displaystyle S_{BH}={\frac {A_{BH}}{4}}=4\pi \,m_{BH}^{2}} |
| Tempo delle radiazioni di Hawking per i buchi neri | {\displaystyle P={\hbar \,c^{6} \over 15\,360\,\pi \,G^{2}M^{2}}} {\displaystyle t_{\operatorname {ev} }={5120\,\pi \,G^{2}M_{0}^{\,3} \over \hbar \,c^{4}}} | {\displaystyle P={\hbar \,c^{6} \over 15\,360\,\pi \,G^{2}M^{2}}} {\displaystyle t_{\operatorname {ev} }={5120\,\pi \,G^{2}M_{0}^{\,3} \over \hbar \,c^{4}}} | {\displaystyle P={\hbar \,c^{6} \over 15\,360\,\pi \,G^{2}M^{2}}} {\displaystyle t_{\operatorname {ev} }={5120\,\pi \,G^{2}M_{0}^{\,3} \over \hbar \,c^{4}}} |
| Proprietà dell'Elettromagnetismo | | | |
| Permeabilità magnetica nel vuoto | {\displaystyle \mu _{0}={\frac {_{1}}{\varepsilon _{0}c^{2}}}} | {\displaystyle \mu _{0}=1} | {\displaystyle \mu _{0}=4\pi } |
| Costante di Coulomb | {\displaystyle k_{e}={\frac {_{1}}{4\pi \varepsilon _{0}}}} | {\displaystyle k_{e}={\frac {_{1}}{4\pi }}} | {\displaystyle k_{e}=1} |
| Costante di Coulomb magnetica | {\displaystyle k_{m}={\frac {\mu _{0}}{4\pi }}={\frac {_{1}}{4\pi \,\varepsilon _{0}c^{2}}}} | {\displaystyle k_{m}={\frac {_{1}}{4\pi }}} | {\displaystyle k_{m}=1} |
| Carica magnetica | {\displaystyle b=q_{m}=q\,v=e\,c} | {\displaystyle b=q_{m}=q\,v=e\,c} | {\displaystyle b=q_{m}=q\,v=e\,c} |
| Corrente magnetica | {\displaystyle I_{m}={\frac {\partial \,b}{t}}=q\,a=I\,v} | {\displaystyle I_{m}={\frac {\partial \,b}{t}}=q\,a=I\,v} | {\displaystyle I_{m}={\frac {\partial \,b}{t}}=q\,a=I\,v} |
| Impedenza caratteristica del vuoto | {\displaystyle Z_{0}={\frac {\mathbf {E} }{\mathbf {H} }}={\sqrt {\frac {\mu _{0}}{\varepsilon _{0}}}}={\frac {_{1}}{\varepsilon _{0}c}}=\mu _{0}c} | {\displaystyle Z_{0}=1} | {\displaystyle Z_{0}=4\pi } |
| Ammetanza caratteristica del vuoto | {\displaystyle Y_{0}={\frac {\mathbf {H} }{\mathbf {E} }}={\sqrt {\frac {\varepsilon _{0}}{\mu _{0}}}}=\varepsilon _{0}c={\frac {_{1}}{\mu _{0}c}}} | {\displaystyle Y_{0}=1} | {\displaystyle Y_{0}={\frac {_{1}}{4\pi }}} |
| Equazioni del campo elettrico e dell'Induzione elettrica | {\displaystyle \mathbf {D} =\varepsilon _{0}\,\mathbf {E} } | {\displaystyle \mathbf {D} =\mathbf {E} } | {\displaystyle \mathbf {D} ={\frac {\mathbf {E} }{4\pi }}} |
| Equazioni del campo magnetico e dell'Induzione magnetica | {\displaystyle \mathbf {B} =\mu _{0}\,\mathbf {H} } | {\displaystyle \mathbf {B} =\mathbf {H} } | {\displaystyle \mathbf {B} =4\pi \,\mathbf {H} } |
| Legge di Biot-Savart | {\displaystyle \Delta B={\frac {\mu _{0}I}{4\pi }}{\frac {\Delta L}{r^{2}}}\sin \theta } | {\displaystyle \Delta B={\frac {I}{4\pi }}{\frac {\Delta L}{r^{2}}}\sin \theta } | {\displaystyle \Delta B=I{\frac {\Delta L}{r^{2}}}\sin \theta } |
| Magnetostatica di Biot-Savart | {\displaystyle \mathbf {B} (\mathbf {r} )={\frac {\mu _{0}}{4\pi }}\int _{C}{\frac {I\,d{\boldsymbol {\ell }}\times \mathbf {r'} }{\|\mathbf {r'} \|^{3}}}} | {\displaystyle \mathbf {B} (\mathbf {r} )={\frac {1}{4\pi }}\int _{C}{\frac {I\,d{\boldsymbol {\ell }}\times \mathbf {r'} }{\|\mathbf {r'} \|^{3}}}} | {\displaystyle \mathbf {B} (\mathbf {r} )=\int _{C}{\frac {I\,d{\boldsymbol {\ell }}\times \mathbf {r'} }{\|\mathbf {r'} \|^{3}}}} |
| Equazioni di Maxwell | {\displaystyle \nabla \cdot \mathbf {E} ={\frac {\rho }{\varepsilon _{0}}}} {\displaystyle \nabla \cdot \mathbf {B} =0} {\displaystyle \nabla \times \mathbf {E} =-{\frac {\partial \mathbf {B} }{\partial t}}} {\displaystyle \nabla \times \mathbf {B} =\mu _{0}\mathbf {J} +\mu _{0}\varepsilon _{0}{\frac {\partial \mathbf {E} }{\partial t}}\ } | {\displaystyle \nabla \cdot \mathbf {E} =4\pi {\rho }} {\displaystyle \nabla \cdot \mathbf {B} =0} {\displaystyle \nabla \times \mathbf {E} =-{\frac {\partial \mathbf {B} }{\partial t}}} {\displaystyle \nabla \times \mathbf {B} =4\pi \mathbf {J} +{\frac {\partial \mathbf {E} }{\partial t}}\ } | {\displaystyle \nabla \cdot \mathbf {E} =4\pi {\rho }} {\displaystyle \nabla \cdot \mathbf {B} =0} {\displaystyle \nabla \times \mathbf {E} =-{\frac {\partial \mathbf {B} }{\partial t}}} {\displaystyle \nabla \times \mathbf {B} =4\pi \mathbf {J} +{\frac {\partial \mathbf {E} }{\partial t}}\ } |
| Forza di Lorentz dell'elettromagnetismo di Maxwell | {\displaystyle \mathbf {F_{\text{e}}} =q\left(\mathbf {E} \ +\ \mathbf {v} \times \mathbf {B} \right)} | {\displaystyle \mathbf {F_{\text{e}}} =q\left(\mathbf {E} \ +\ \mathbf {v} \times \mathbf {B} \right)} | {\displaystyle \mathbf {F_{\text{e}}} =q\left(\mathbf {E} \ +\ \mathbf {v} \times \mathbf {B} \right)} |
| Vettore di Poynting Intensità, W/m2 | {\displaystyle {\mathcal {S}}=c^{2}\varepsilon _{0}\mathbf {E} \times \mathbf {B} } | {\displaystyle {\mathcal {S}}={\frac {_{1}}{4\pi }}\mathbf {E} \times \mathbf {B} } | {\displaystyle {\mathcal {S}}=\mathbf {E} \times \mathbf {B} } |
| Proprietà della Gravità | | | |
| La formula del raggio di Schwarzschild | {\displaystyle r_{s}={\frac {2Gm}{c^{2}}}} | {\displaystyle r_{s}={\frac {m}{2\pi }}} | {\displaystyle r_{s}=2m} |
| Carica di Schwarzschild | {\displaystyle Q_{r_{s}}={\frac {q_{P}}{m_{P}}}={\sqrt {\frac {G}{k_{e}}}}={\sqrt {4\pi \varepsilon _{0}\,G}}} | {\displaystyle Q_{r_{s}}={\frac {q_{P}}{m_{P}}}={\sqrt {\frac {G}{k_{e}}}}={\sqrt {4\pi \varepsilon _{0}\,G}}} | {\displaystyle Q_{r_{s}}={\frac {q_{P}}{m_{P}}}={\sqrt {\frac {G}{k_{e}}}}={\sqrt {4\pi \varepsilon _{0}\,G}}} |
| Legge di Gauss per la gravità | {\displaystyle \mathbf {g} \cdot d\mathbf {A} =-4\pi GM} {\displaystyle \nabla \cdot \mathbf {g} =-4\pi G\rho } | {\displaystyle \mathbf {g} \cdot d\mathbf {A} =-M} {\displaystyle \nabla \cdot \mathbf {g} =-\rho } | {\displaystyle \mathbf {g} \cdot d\mathbf {A} =-4\pi M} {\displaystyle \nabla \cdot \mathbf {g} =-4\pi \rho } |
| Equazioni di Poisson | {\displaystyle {\nabla }^{2}\phi =4\pi G\rho } {\displaystyle \phi (r)={\dfrac {-Gm}{r}}} | {\displaystyle {\nabla }^{2}\phi =\rho } {\displaystyle \phi (r)={\dfrac {-m}{4\pi r}}} | {\displaystyle {\nabla }^{2}\phi =4\pi \rho } {\displaystyle \phi (r)={\dfrac {-m}{r}}} |
| Gravità quantistica come formula principale | {\displaystyle \Delta r_{s}\Delta r\geq {\frac {\hbar G}{c^{3}}}} | {\displaystyle \Delta r_{s}\Delta r\geq {\frac {1}{4\pi }}} | {\displaystyle \Delta r_{s}\Delta r\geq 1} |
| momento-impulso Newtoniana di Schwarzschild | {\displaystyle \hbar _{\,r_{s}}={\frac {4\pi \hbar }{m^{2}}}={\frac {4\pi G}{c}}} | {\displaystyle \hbar _{\,r_{s}}=1} | {\displaystyle \hbar _{\,r_{s}}=4\pi } |
| momento angolare inverso Newtoniana di Schwarzschild | {\displaystyle {\frac {_{1}}{\hbar _{\,r_{s}}}}={\frac {m^{2}}{4\pi \hbar }}={\frac {c}{4\pi G}}} | {\displaystyle {\frac {_{1}}{\hbar _{\,r_{s}}}}=1} | {\displaystyle {\frac {_{1}}{\hbar _{\,r_{s}}}}={\frac {1}{4\pi }}} |
| Equazioni GEM per ll gravitomagnetismo per la gravità di Oliver Heaviside ρg = kg/m3 Eg = a = m/s2 Bg = Eg/v = s−1 Per la carica elementare Dg = ρg/t = kg/(m3·s) Hg = Dg·v = ρg/t = kg/(m2·s2) Jg = ρg·v = kg/(m2·s)  | {\displaystyle \nabla \cdot \mathbf {E_{g}} =-4\pi G\rho _{g}} {\displaystyle \nabla \cdot \mathbf {B_{g}} =0\ } {\displaystyle \nabla \times \mathbf {E_{g}} =-{\frac {\partial \mathbf {B_{g}} }{\partial t}}} {\displaystyle \nabla \times \mathbf {B_{g}} ={\frac {1}{c^{2}}}\left(-4\pi G\mathbf {J_{g}} +{\frac {\partial \mathbf {E_{g}} }{\partial t}}\right)} {\displaystyle \nabla \cdot \mathbf {D_{g}} =\rho _{g}f} {\displaystyle \nabla \times \mathbf {H_{g}} =\mathbf {J_{g}} f+{\frac {\partial \mathbf {D_{g}} }{\partial t}}} | {\displaystyle \nabla \cdot \mathbf {E_{g}} =\rho _{g}} {\displaystyle \nabla \cdot \mathbf {B_{g}} =0\ } {\displaystyle \nabla \times \mathbf {E_{g}} =-{\frac {\partial \mathbf {B_{g}} }{\partial t}}} {\displaystyle \nabla \times \mathbf {B_{g}} =\mathbf {J_{g}} +{\frac {\partial \mathbf {E_{g}} }{\partial t}}} {\displaystyle \nabla \cdot \mathbf {D_{g}} =\rho _{g}f} {\displaystyle \nabla \times \mathbf {H_{g}} =\mathbf {J_{g}} f+{\frac {\partial \mathbf {D_{g}} }{\partial t}}} | {\displaystyle \nabla \cdot \mathbf {E_{g}} =4\pi \rho _{g}\ } {\displaystyle \nabla \cdot \mathbf {B_{g}} =0\ } {\displaystyle \nabla \times \mathbf {E_{g}} =-{\frac {\partial \mathbf {B_{g}} }{\partial t}}} {\displaystyle \nabla \times \mathbf {B_{g}} =4\pi \mathbf {J_{g}} +{\frac {\partial \mathbf {E_{g}} }{\partial t}}} {\displaystyle \nabla \cdot \mathbf {D_{g}} =\rho _{g}f} {\displaystyle \nabla \times \mathbf {H_{g}} =\mathbf {J_{g}} f+{\frac {\partial \mathbf {D_{g}} }{\partial t}}} |
| Forza di Lorentz del gravitomagnetismo di GEM | {\displaystyle \mathbf {F_{\text{g}}} =m\left(\mathbf {E} _{\text{g}}\ +\mathbf {v} \times \ 4\mathbf {B} _{\text{g}}\right)} | {\displaystyle \mathbf {F_{\text{g}}} =m\left(\mathbf {E} _{\text{g}}\ +\mathbf {v} \times \ 4\mathbf {B} _{\text{g}}\right)} | {\displaystyle \mathbf {F_{\text{g}}} =m\left(\mathbf {E} _{\text{g}}\ +\mathbf {v} \times \ 4\mathbf {B} _{\text{g}}\right)} |
| Vettore di Poynting del gravitomagnetismo di GEM Intensità, W/m2 | {\displaystyle {\mathcal {S}}_{\text{g}}=-{\frac {c^{2}}{4\pi G}}\mathbf {E} _{\text{g}}\times 4\mathbf {B} _{\text{g}}} | {\displaystyle {\mathcal {S}}_{\text{g}}=-{\frac {_{1}}{4\pi }}\mathbf {E} _{\text{g}}\times 4\mathbf {B} _{\text{g}}} | {\displaystyle {\mathcal {S}}_{\text{g}}=-\mathbf {E} _{\text{g}}\times 4\mathbf {B} _{\text{g}}} |
| Equazione di campo gravitazionale di Albert Einstein (Relatività generale) | {\displaystyle {G_{\mu \nu }=8\pi {G \over c^{4}}T_{\mu \nu }}\ } ridotto {\displaystyle R_{\mu \nu }-{1 \over 2}g_{\mu \nu }R={\frac {8\pi G}{c^{4}}}T_{\mu \nu }} originale {\displaystyle R_{\mu \nu }-{1 \over 2}g_{\mu \nu }R+\Lambda g_{\mu \nu }={\frac {8\pi G}{c^{4}}}T_{\mu \nu }} esteso | {\displaystyle {G_{\mu \nu }=2T_{\mu \nu }}\ } | {\displaystyle {G_{\mu \nu }=8\pi T_{\mu \nu }}\ } |
| Costante cosmologica | {\displaystyle \rho _{\Lambda }={\dfrac {\Lambda c^{4}}{8\pi G}}} | {\displaystyle \rho _{\Lambda }={\dfrac {\Lambda }{2}}} | {\displaystyle \rho _{\Lambda }={\dfrac {\Lambda }{8\pi }}} |
| Metrica di Schwarzschild | {\displaystyle ds^{2}=\left(1-{\frac {2GM}{c^{2}r}}\right)dt^{2}-\left(1-{\frac {2GM}{c^{2}r}}\right)^{-1}dr^{2}-r^{2}d\theta ^{2}-r^{2}\mathrm {sen} ^{2}\theta d\phi ^{2}} | {\displaystyle ds^{2}=\left(1-{\frac {2GM}{c^{2}r}}\right)dt^{2}-\left(1-{\frac {2GM}{c^{2}r}}\right)^{-1}dr^{2}-r^{2}d\theta ^{2}-r^{2}\mathrm {sen} ^{2}\theta d\phi ^{2}} | {\displaystyle ds^{2}=\left(1-{\frac {2GM}{c^{2}r}}\right)dt^{2}-\left(1-{\frac {2GM}{c^{2}r}}\right)^{-1}dr^{2}-r^{2}d\theta ^{2}-r^{2}\mathrm {sen} ^{2}\theta d\phi ^{2}} |
| Bosone di Higgs | {\displaystyle m_{H}={\sqrt {2\mu ^{2}}}\equiv {\sqrt {2\lambda v^{2}}}} | {\displaystyle m_{H}={\sqrt {2\mu ^{2}}}\equiv {\sqrt {2\lambda v^{2}}}} | {\displaystyle m_{H}={\sqrt {2\mu ^{2}}}\equiv {\sqrt {2\lambda v^{2}}}} |
| Meccanismo del campo di Higgs | {\displaystyle -m{\bar {\psi }}\psi =-m({\bar {\psi }}_{L}\psi _{R}+{\bar {\psi }}_{R}\psi _{L})} da cui: {\displaystyle \Phi =m+H} {\displaystyle \Phi \,\Psi \Psi =(m+H)\,\Psi \Psi } {\displaystyle (m+H)\Psi \Psi =m\,\Psi \Psi +H\,\Psi \Psi } {\displaystyle \phi ={\frac {1}{\sqrt {2}}}{\begin{pmatrix}\phi ^{+}\\\phi ^{0}\end{pmatrix}}} Langragiana di Higgs {\displaystyle {\mathcal {L}}_{H}=\left[\left(\partial _{\mu }-igW_{\mu }^{a}t^{a}-ig'Y_{\phi }B_{\mu }\right)\phi \right]^{2}+\mu ^{2}\phi ^{\dagger }\phi -\lambda (\phi ^{\dagger }\phi )^{2}} | {\displaystyle -m{\bar {\psi }}\psi =-m({\bar {\psi }}_{L}\psi _{R}+{\bar {\psi }}_{R}\psi _{L})} da cui: {\displaystyle \Phi =m+H} {\displaystyle \Phi \,\Psi \Psi =(m+H)\,\Psi \Psi } {\displaystyle (m+H)\Psi \Psi =m\,\Psi \Psi +H\,\Psi \Psi } {\displaystyle \phi ={\frac {1}{\sqrt {2}}}{\begin{pmatrix}\phi ^{+}\\\phi ^{0}\end{pmatrix}}} Langragiana di Higgs {\displaystyle {\mathcal {L}}_{H}=\left[\left(\partial _{\mu }-igW_{\mu }^{a}t^{a}-ig'Y_{\phi }B_{\mu }\right)\phi \right]^{2}+\mu ^{2}\phi ^{\dagger }\phi -\lambda (\phi ^{\dagger }\phi )^{2}} | {\displaystyle -m{\bar {\psi }}\psi =-m({\bar {\psi }}_{L}\psi _{R}+{\bar {\psi }}_{R}\psi _{L})} da cui: {\displaystyle \Phi =m+H} {\displaystyle \Phi \,\Psi \Psi =(m+H)\,\Psi \Psi } {\displaystyle (m+H)\Psi \Psi =m\,\Psi \Psi +H\,\Psi \Psi } {\displaystyle \phi ={\frac {1}{\sqrt {2}}}{\begin{pmatrix}\phi ^{+}\\\phi ^{0}\end{pmatrix}}} Langragiana di Higgs {\displaystyle {\mathcal {L}}_{H}=\left[\left(\partial _{\mu }-igW_{\mu }^{a}t^{a}-ig'Y_{\phi }B_{\mu }\right)\phi \right]^{2}+\mu ^{2}\phi ^{\dagger }\phi -\lambda (\phi ^{\dagger }\phi )^{2}} |
| Fermioni cinetici di Dirac | {\displaystyle i{\bar {\psi }}\gamma ^{\mu }\partial _{\mu }\psi } | {\displaystyle i{\bar {\psi }}\gamma ^{\mu }\partial _{\mu }\psi } | {\displaystyle i{\bar {\psi }}\gamma ^{\mu }\partial _{\mu }\psi } |
| Energia cinetica di Gauge | {\displaystyle {\mathcal {L}}_{\rm {kin}}=-{1 \over 4}B_{\mu \nu }B^{\mu \nu }-{1 \over 2}\mathrm {tr} W_{\mu \nu }W^{\mu \nu }-{1 \over 2}\mathrm {tr} G_{\mu \nu }G^{\mu \nu }} | {\displaystyle {\mathcal {L}}_{\rm {kin}}=-{1 \over 4}B_{\mu \nu }B^{\mu \nu }-{1 \over 2}\mathrm {tr} W_{\mu \nu }W^{\mu \nu }-{1 \over 2}\mathrm {tr} G_{\mu \nu }G^{\mu \nu }} | {\displaystyle {\mathcal {L}}_{\rm {kin}}=-{1 \over 4}B_{\mu \nu }B^{\mu \nu }-{1 \over 2}\mathrm {tr} W_{\mu \nu }W^{\mu \nu }-{1 \over 2}\mathrm {tr} G_{\mu \nu }G^{\mu \nu }} |
| Interazione di Yukawa | {\displaystyle V\approx g{\bar {\Psi }}\phi \Psi } scalare {\displaystyle V\approx g{\bar {\Psi }}\gamma ^{5}\phi \Psi } pseudoscalre | {\displaystyle V\approx g{\bar {\Psi }}\phi \Psi } scalare {\displaystyle V\approx g{\bar {\Psi }}\gamma ^{5}\phi \Psi } pseudoscalre | {\displaystyle V\approx g{\bar {\Psi }}\phi \Psi } scalare {\displaystyle V\approx g{\bar {\Psi }}\gamma ^{5}\phi \Psi } pseudoscalre |
| Costante gravitazionale entropica | {\displaystyle k_{e}={\frac {_{1}}{4\pi \varepsilon _{0}}}\equiv -G\,{\frac {m_{1}\,m_{2}}{q_{1}q_{2}}}} {\displaystyle {\frac {_{1}}{G}}\equiv {\frac {\mu _{0}}{c^{2}}}\,{\frac {q_{1}q_{2}}{r^{2}}}={\frac {_{1}}{4\pi \varepsilon _{0}\,c^{4}}}\,{\frac {q_{1}q_{2}}{r^{2}}}} | {\displaystyle k_{e}\equiv -\,{\frac {m_{1}\,m_{2}}{4\pi \,q_{1}q_{2}}}} {\displaystyle {\frac {_{1}}{G}}\equiv {\frac {_{1}}{4\pi \,c^{2}}}\,{\frac {q_{1}q_{2}}{r^{2}}}} | {\displaystyle k_{e}\equiv -\,{\frac {m_{1}\,m_{2}}{q_{1}q_{2}}}} {\displaystyle {\frac {_{1}}{G}}\equiv {\frac {_{1}}{c^{2}}}\,{\frac {q_{1}q_{2}}{r^{2}}}} |

Nota:
- Per la carica elementare {\displaystyle e}:

{\displaystyle e={\sqrt {4\pi \alpha }}} (versione Lorentz – Heaviside)
{\displaystyle e={\sqrt {\alpha }}} (versione gaussiana)
dove {\displaystyle \alpha } è la costante di struttura fine.
- Per la massa di riposo dell'elettrone {\displaystyle m_{e}}:

{\displaystyle m_{e}={\sqrt {4\pi \alpha _{G}}}} (versione di Lorentz – Heaviside)
{\displaystyle m_{e}={\sqrt {\alpha _{G}}}} (versione gaussiana)
dove {\displaystyle \alpha _{G}} è la costante di accoppiamento gravitazionale.
Come si può vedere sopra, la forza gravitazionale di due corpi di {\displaystyle 1} massa di Planck ciascuno, separati da {\displaystyle 1} lunghezza di Planck è 1 forza di Planck nella versione gaussiana, o {\displaystyle {\frac {1}{4\pi }}} forza di Planck nella versione Lorentz-Heaviside. Allo stesso modo, la distanza percorsa dalla luce durante {\displaystyle 1} tempo di Planck è di {\displaystyle 1} lunghezza di Planck. Per determinare le grandezze fisiche, in termini di SI o di un altro sistema esistente di unità, devono essere soddisfatti i valori quantitativi delle cinque unità di Planck di base mediante le seguenti cinque equazioni:
1. {\displaystyle l_{\text{P}}=c\ t_{\text{P}}}

1. {\displaystyle F_{\text{P}}={\frac {l_{\text{P}}m_{\text{P}}}{t_{\text{P}}^{2}}}=4\pi G\ {\frac {m_{\text{P}}^{2}}{l_{\text{P}}^{2}}}} (Versione Lorentz – Heaviside)

{\displaystyle F_{\text{P}}={\frac {l_{\text{P}}m_{\text{P}}}{t_{\text{P}}^{2}}}=G\ {\frac {m_{\text{P}}^{2}}{l_{\text{P}}^{2}}}} (Versione gaussiana)
1. {\displaystyle E_{\text{P}}={\frac {l_{\text{P}}^{2}m_{\text{P}}}{t_{\text{P}}^{2}}}=\hbar \ {\frac {1}{t_{\text{P}}}}}

1. {\displaystyle C_{\text{P}}={\frac {t_{\text{P}}^{2}q_{\text{P}}^{2}}{l_{\text{P}}^{2}m_{\text{P}}}}=\varepsilon _{0}\ l_{\text{P}}} (Versione Lorentz – Heaviside)

{\displaystyle C_{\text{P}}={\frac {t_{\text{P}}^{2}q_{\text{P}}^{2}}{l_{\text{P}}^{2}m_{\text{P}}}}=4\pi \varepsilon _{0}\ l_{\text{P}}}(Versione gaussiana)
1. {\displaystyle E_{\text{P}}={\frac {l_{\text{P}}^{2}m_{\text{P}}}{t_{\text{P}}^{2}}}=k_{\text{B}}\ \Theta _{\text{P}}}

## Scelte alternative di normalizzazione
Come già detto sopra, le unità di Planck sono derivate "normalizzando" i valori numerici di alcune costanti fondamentali su {\displaystyle 1}. Queste normalizzazioni non sono né le uniche possibili, né necessariamente le migliori. Inoltre, la scelta di quali fattori normalizzare, tra i fattori che compaiono nelle equazioni fondamentali della fisica, non è evidente e i valori delle unità di Planck sono sensibili a questa scelta.
Il fattore {\displaystyle 4\pi } è onnipresente nella fisica teorica perché la superficie di una sfera di raggio {\displaystyle r} è {\displaystyle 4\pi r^{2}}. Questo, insieme al concetto di flusso, sono la base per la legge del quadrato inverso, la legge di Gauss e l'operatore di divergenza applicato alla densità del flusso. Ad esempio, i campi gravitazionali ed elettrostatici prodotti dalle cariche puntiformi hanno una simmetria sferica. Il {\displaystyle 4\pi r^{2}} che appare a denominatore della legge di Coulomb in forma razionalizzata, ad esempio, segue il flusso di un campo elettrostatico distribuito uniformemente sulla superficie di una sfera; lo stesso accade per la legge di gravitazione universale di Newton. (Se lo spazio avesse più di tre dimensioni spaziali, il fattore {\displaystyle 4\pi } dovrebbe essere modificato in base alla geometria della sfera in dimensioni superiori).
Quindi un corpo sostanziale di teoria fisica sviluppato da Planck (1899) suggerisce di normalizzare non {\displaystyle G} ma {\displaystyle 4\pi G} (o {\displaystyle 8\pi G} oppure {\displaystyle 16\pi G}) a {\displaystyle 1}. In tal modo si introdurrebbe un fattore pari a {\displaystyle {\frac {1}{4\pi }}} (o {\displaystyle {\frac {1}{8\pi }}} oppure {\displaystyle {\frac {1}{16\pi }}}) nella forma adimensionalizzata della legge di gravitazione universale, coerente con la moderna formulazione razionalizzata della legge di Coulomb in termini di permittività del vuoto. Infatti, le normalizzazioni alternative preservano frequentemente il fattore di {\displaystyle {\frac {1}{4\pi }}} anche nella forma non dimensionalizzata della legge di Coulomb, cosicché le equazioni di Maxwell non dimensionalizzate per l'elettromagnetismo e il gravitoelettromagnetismo assumono entrambe la stessa forma di quelle per l'elettromagnetismo nel SI, che non hanno alcun fattore {\displaystyle 4\pi }. Quando questo viene applicato alle costanti elettromagnetiche, il sistema di unità viene chiamato razionalizzato. Se applicate in aggiunta alla gravitazione e alle unità di Planck, queste sono chiamate unità di Planck razionalizzate e si vedono  fisica delle alte energie..
Le unità di Planck razionalizzate sono definite in modo tale che {\displaystyle c=4\pi G=\hbar =\epsilon _{0}=k_{\text{B}}=1}. Queste sono le unità di Planck basate su unità di Lorentz-Heaviside (invece che sulle unità gaussiane più convenzionali) come illustrato sopra. Esistono diverse possibili normalizzazioni alternative.

### Gravità
Nel 1899, la legge di gravitazione universale di Newton era ancora vista come esatta, piuttosto che come un'approssimazione conveniente per velocità e masse "piccole" (la natura approssimativa della legge di Newton fu dimostrata in seguito allo sviluppo della relatività generale nel 1915). Quindi Planck normalizzò a {\displaystyle 1} la costante gravitazionale {\displaystyle G} nella legge di Newton. Nelle teorie emerse dopo il 1899, {\displaystyle G} appare quasi sempre in formule moltiplicate per {\displaystyle 4\pi } o un suo multiplo intero piccolo. Quindi, una scelta da fare quando si progetta un sistema di unità naturali è quale, se del caso, delle istanze di {\displaystyle 4\pi } che compaiono nelle equazioni della fisica devono essere eliminate tramite la normalizzazione.
- Normalizzando {\displaystyle 4\pi G} a {\displaystyle 1}, e quindi ponendo {\displaystyle G={\frac {1}{4\pi }}} si ha che:
  - la legge di Gauss per la gravità diventa {\displaystyle \Phi _{g}=-M} (piuttosto che {\displaystyle \Phi _{g}=-4\pi M} in unità di Planck)
  - elimina {\displaystyle 4\pi G} dall'equazione di Poisson
  - elimina {\displaystyle 4\pi G} nelle equazioni gravitoelettromagnetiche (GEM), che reggono in campi gravitazionali deboli o nello spaziotempo localmente piatto. Queste equazioni hanno la stessa forma delle equazioni di Maxwell (e dell'equazione della forza di Lorentz) dell'elettromagnetismo, con la densità di massa che sostituisce la densità di carica e con {\displaystyle {\frac {1}{4\pi G}}} che sostituisce {\displaystyle \varepsilon _{0}}
  - normalizza l'impedenza caratteristica {\displaystyle Z_{0}} della radiazione gravitazionale nello spazio libero a {\displaystyle 1}, normalmente espressa come {\displaystyle {\frac {4\pi G}{c}}}
  - elimina {\displaystyle 4\pi G} dalla formula di Bekenstein-Hawking (per l'entropia di un buco nero in termini della sua massa {\displaystyle m_{BH}} e area del suo orizzonte degli eventi {\displaystyle A_{BH}}) che è semplificata in {\displaystyle S_{BH}=\pi A_{BH}=(m_{BH})^{2}}.
  - in questo caso la massa di riposo dell'elettrone, misurata in termini di questa massa razionalizzata di Planck, è:

{\displaystyle m_{e}={\sqrt {4\pi \alpha _{G}}}\cdot m_{\text{P}}\approx 1.48368\times 10^{-22}\cdot m_{\text{P}}\,}
dove {\displaystyle {\alpha _{G}}\ } è la costante di accoppiamento gravitazionale. Questa convenzione è usata nella fisica delle alte energie.
- Normalizzando {\displaystyle 8\pi G} a {\displaystyle 1}, e quindi ponendo {\displaystyle G={\frac {1}{8\pi }}}, si ha che ciò eliminerebbe {\displaystyle 8\pi G} dalle equazioni di campo di Einstein, dall'azione di Einstein-Hilbert e dalle equazioni di Friedmann per la gravitazione. Le unità di Planck modificate in modo che {\displaystyle 8\pi G=1} sono note come unità di Planck ridotte, perché la massa di Planck è divisa per {\displaystyle {\sqrt {8\pi }}}. Inoltre, la formula di Bekenstein-Hawking per l'entropia di un buco nero si semplifica in {\displaystyle S_{BH}={\frac {(m_{BH})^{2}}{2}}=2\pi A_{BH}}.
- Normalizzando {\displaystyle 16\pi G=1}, eliminerebbe la costante {\displaystyle {\frac {c^{4}}{16\pi G}}} dall'azione Einstein-Hilbert. La forma delle equazioni di campo di Einstein con costante cosmologica {\displaystyle \Lambda } diventa {\displaystyle R_{\mu v}+\Lambda g_{\mu v}={\frac {1}{2}}(Rg_{\mu v}+T_{\mu v})}.

### Elettromagnetismo
Per costruire unità naturali nell'elettromagnetismo si possono usare:
- Unità di Lorentz – Heaviside (classificate come un sistema razionalizzato di unità di elettromagnetismo).
- Unità gaussiane (classificate come un sistema non razionalizzato di unità di elettromagnetismo).

Di questi, Lorentz – Heaviside è il sistema un po' più utilizzato, principalmente perché le equazioni di Maxwell sono più semplici nelle unità di Lorentz – Heaviside che non nelle unità gaussiane.
Nei sistemi a due unità, la carica dell'unità di Planck {\displaystyle q_{P}} è:
- {\displaystyle q_{P}={\sqrt {4\pi \alpha \hbar c}}} (Lorentz – Heaviside),
- {\displaystyle q_{P}={\sqrt {\alpha \hbar c}}} (Gauss)

dove {\displaystyle \hbar } è la costante di Planck ridotta, {\displaystyle c} è la velocità della luce e {\displaystyle \alpha \approx {\frac {1}{137}}} è la costante di struttura fine.
In un sistema di unità naturale in cui {\displaystyle c=1}, le unità di Lorentz – Heaviside possono essere derivate dalle unità impostando {\displaystyle \varepsilon _{0}=\mu _{0}=1}. Unità gaussiane possono essere derivate da unità di un insieme più complicato di trasformazioni, come moltiplicando tutti i campi elettrici per {\displaystyle (4\pi \varepsilon _{0})^{-1/2}}, tutte le suscettibilità magnetiche per {\displaystyle 4\pi } e così via. Le unità di Planck normalizzano a {\displaystyle 1} la costante di Coulomb {\displaystyle k_{e}={\frac {1}{4\pi \varepsilon _{0}}}} (come fanno il sistema di misura CGS e le unità gaussiane). Questo imposta l'impedenza di Planck, {\displaystyle Z_{P}}, uguale a {\displaystyle {\frac {Z_{0}}{4\pi }}} dove {\displaystyle Z_{0}} è l'impedenza caratteristica del vuoto.
La normalizzazione della costante dielettrica del vuoto da {\displaystyle \varepsilon _{0}} a {\displaystyle 1} (come le unità di Planck della versione Lorentz – Heaviside):
- imposta la permeabilità dello spazio libero {\displaystyle \mu _{0}=1} (perché {\displaystyle c=1}).
- imposta l'impedenza dell'unità o la resistenza dell'unità all'impedenza caratteristica dello spazio libero, {\displaystyle Z_{P}=Z_{0}} (o imposta l'impedenza caratteristica dello spazio libero da {\displaystyle Z_{0}} a {\displaystyle 1}).
- elimina {\displaystyle 4\pi } dalla forma non dimensionalizzata delle equazioni di Maxwell.
- La legge di Coulomb ha un termine {\displaystyle 4\pi r^{2}} rimanente al denominatore (che è la superficie della sfera racchiusa nel raggio {\displaystyle r}).
- equivale alle nozioni di densità di flusso e intensità di campo nello spazio libero (intensità del campo elettrico {\displaystyle \mathbf {E} } e induzione elettrica {\displaystyle \mathbf {D} }, intensità del campo magnetico {\displaystyle \mathbf {H} } e induzione magnetica {\displaystyle \mathbf {B} })
- in questo caso la carica elementare, misurata in termini di questa carica razionalizzata di Planck, è:

{\displaystyle e={\sqrt {4\pi \alpha }}\cdot q_{\text{P}}\approx 0.302822121\cdot q_{\text{P}}\,}
dove {\displaystyle {\alpha }\ } è la costante di struttura fine. Questa convenzione è usata nella fisica delle alte energie.

### Temperatura
Planck normalizzò a {\displaystyle 1} la costante di Boltzmann {\displaystyle k_{B}}
La normalizzazione di {\displaystyle {\frac {1}{2}}k_{B}} a {\displaystyle 1}:
- rimuove il fattore {\displaystyle {\frac {1}{2}}} nell'equazione non dimensionalizzata per l'energia termica per particella ogni grado di libertà
- introduce un fattore {\displaystyle 2} nella forma non dimensionalizzata della formula entropica di Boltzmann
- non influenza il valore di nessuna delle unità di Planck di base o derivate elencate nelle Tabelle 2 e 3 diverse dalla temperatura di Planck, entropia di Planck, capacità termica specifica di Planck e conducibilità termica di Planck; la temperatura di Planck raddoppia e le altre tre diventano le loro metà.

## Unità di Planck e il ridimensionamento invariante della natura
Alcuni teorici (come Dirac e Milne) hanno proposto cosmologie che ipotizzano che le "costanti" fisiche potrebbero effettivamente cambiare nel tempo (ad esempio una velocità della luce variabile o la teoria di G variabile di Dirac ). Tali cosmologie non hanno ottenuto l'accettazione generale e tuttavia esiste ancora un notevole interesse scientifico nella possibilità che le "costanti" fisiche possano cambiare, sebbene tali proposizioni introducano domande difficili. Forse la prima domanda da porsi è: in che modo un tale cambiamento farebbe una notevole differenza operativa nella misurazione fisica o, più fondamentalmente, nella nostra percezione della realtà? Se una particolare costante fisica fosse cambiata, come la noteremmo o come la realtà fisica sarebbe diversa? Quali costanti modificate si traducono in una differenza significativa e misurabile nella realtà fisica? Se una costante fisica che non è priva di dimensioni, come la velocità della luce, fosse effettivamente cambiata, saremmo in grado di notarla o misurarla in modo inequivocabile? Questa è una domanda esaminata da Michael Duff nel suo articolo "Commento sulla variazione temporale delle costanti fondamentali".
George Gamow sosteneva nel suo libro Mr Tompkins nel Paese delle Meraviglie che un cambiamento sufficiente in una costante fisica dimensionale, come la velocità della luce nel vuoto, avrebbe comportato evidenti cambiamenti percettibili. Ma questa idea è messa in discussione:
Facendo riferimento al "Commento sulla variazione temporale delle costanti fondamentali" di Duff e all'articolo di Duff, Okun e Gabriele Veneziano "Trialogo sul numero di costanti fondamentali", in particolare la sezione intitolata "The operationally indistinguishable world of Mr. Tompkins", se tutte le quantità fisiche (masse e altre proprietà delle particelle) fossero espresse in termini di unità di Planck, quelle quantità sarebbero numeri adimensionali (massa divisa per la massa di Planck, lunghezza divisa per la lunghezza di Planck, e così via) e le uniche quantità che alla fine misuriamo negli esperimenti fisici o nella nostra percezione della realtà sono numeri adimensionali. Quando si misura comunemente una lunghezza con un righello o un metro a nastro, si stanno effettivamente contando i segni di graduazione su un dato standard o misurando la lunghezza rispetto a quel dato standard, che è un valore adimensionale. Non è diverso per gli esperimenti fisici, poiché tutte le quantità fisiche vengono misurate rispetto a un'altra quantità di dimensioni simili.
Potremmo notare una differenza se una qualche grandezza fisica adimensionale (come la costante di struttura fine o il rapporto di massa protone/elettrone) cambiasse (le strutture atomiche cambierebbero), ma se tutte le quantità fisiche adimensionali rimanessero invariate (questo include tutti i possibili rapporti di quantità fisiche di dimensioni identiche), non possiamo dire se una quantità dimensionale, come la velocità della luce {\displaystyle c}, è cambiata. E, in effetti, il concetto di Tompkins diventa privo di significato nella nostra percezione della realtà se una quantità dimensionale come {\displaystyle c} è cambiata, anche drasticamente.
Se il valore velocità della luce {\displaystyle c} è stato in qualche modo improvvisamente dimezzato e cambiato in {\displaystyle {\frac {1}{2}}c} (ma con l'assioma che tutte le grandezze fisiche adimensionali rimangano uguali), allora la lunghezza di Planck aumenterebbe di un fattore {\displaystyle 2{\sqrt {2}}} dal punto di vista di un osservatore esterno. Misurata da osservatori "mortali" in termini di unità di Planck, la nuova velocità della luce rimarrebbe come 1 nuova lunghezza di Planck per 1 nuovo tempo di Planck, che non è diverso dalla vecchia misurazione. Ma per assioma, la dimensione degli atomi (approssimativamente il raggio di Bohr) è correlata alla lunghezza di Planck da una costante immutabile di proporzionalità:
{\displaystyle a_{0}={\frac {4\pi \epsilon _{0}\hbar ^{2}}{m_{e}e^{2}}}={\frac {m_{\text{P}}}{m_{e}\alpha }}l_{\text{P}}.}
Quindi gli atomi sarebbero più grandi (in una dimensione) di {\displaystyle 2{\sqrt {2}}}, e ognuno di noi sarebbe più alto di {\displaystyle 2{\sqrt {2}}}, e così i nostri strumenti per misurare il metro sarebbero più alti (e più larghi e più spessi) di un fattore {\displaystyle 2{\sqrt {2}}}. La nostra percezione della distanza e delle lunghezze rispetto alla lunghezza di Planck è, per assioma, una costante immutabile senza dimensioni.
I nostri orologi ticchetterebbero più lentamente di un fattore {\displaystyle 4{\sqrt {2}}} (dal punto di vista di questo osservatore esterno) perché il tempo di Planck è aumentato di {\displaystyle 4{\sqrt {2}}}, ma non conosceremmo la differenza (la nostra percezione delle durate del tempo rispetto al tempo di Planck è, per assioma, una costante immutabile senza dimensioni). Questo ipotetico osservatore esterno potrebbe osservare che la luce ora si propaga a metà della velocità che aveva precedentemente (così come tutte le altre velocità osservate), ma avrebbe comunque percorso {\displaystyle 299792458} dei nostri nuovi metri nel tempo trascorso da uno dei nostri nuovi secondi( {\displaystyle {\frac {1}{2}}c\cdot 4{\sqrt {2}}/2{\sqrt {2}}} continua a essere uguale a {\displaystyle 299792458\,m/s}). Non noteremmo alcuna differenza.
Ciò contraddice ciò che George Gamow scrive nel suo libro Mr. Tompkins; lì, Gamow suggerisce che se una costante universale dimensione-dipendente come {\displaystyle c} cambiasse significativamente, dovremmo facilmente notare la differenza. Il disaccordo è meglio espresso dall'ambiguità nella frase "cambiare una costante fisica"; cosa succederebbe se (1)   tutte le altre costanti senza dimensione sono state mantenute uguali o se (2)   tutte le altre costanti dipendenti dalla dimensione vengono mantenute uguali. La seconda scelta è una possibilità alquanto confusa, poiché la maggior parte delle nostre unità di misura sono definite in relazione ai risultati degli esperimenti fisici, e i risultati sperimentali dipendono dalle costanti. Gamow non affronta questa sottigliezza; gli esperimenti di pensiero che conduce nelle sue opere popolari assumono la seconda scelta per "cambiare una costante fisica". E Duff o Barrow sottolineano che l'attribuzione di un cambiamento nella realtà misurabile, ovvero {\displaystyle \alpha }, a una specifica quantità dimensionale, come {\displaystyle c}, è ingiustificata. La stessa differenza operativa nella misurazione o nella realtà percepita potrebbe anche essere causata da un cambiamento in {\displaystyle h} o e se {\displaystyle \alpha } viene modificato e non vengono modificate altre costanti senza dimensione. Sono solo le costanti fisiche senza dimensioni che alla fine contano nella definizione di mondi.
Questo aspetto invariato della scala relativa a Planck, o quello di qualsiasi altro sistema di unità naturali, porta molti teorici a concludere che un ipotetico cambiamento nelle costanti fisiche dimensionali può manifestarsi solo come un cambiamento nelle costanti fisiche senza dimensioni; una di queste costanti fisiche senza dimensioni è la costante di struttura fine. Ci sono alcuni fisici sperimentali che affermano di aver effettivamente misurato un cambiamento nella costante della struttura fine e questo ha intensificato il dibattito sulla misurazione delle costanti fisiche. Secondo alcuni teorici ci sono alcune circostanze molto speciali in cui i cambiamenti nella costante della struttura fine possono essere misurati come un cambiamento nelle costanti fisiche dimensionali. Altri tuttavia rifiutano la possibilità di misurare un cambiamento nelle costanti fisiche dimensionali in qualsiasi circostanza. La difficoltà o persino l'impossibilità di misurare i cambiamenti nelle costanti fisiche dimensionali ha portato alcuni teorici a discutere tra loro se una costante fisica dimensionale abbia o meno un significato pratico e che a sua volta porti a domande su quali costanti fisiche dimensionali siano significative.